# Supercopa Juvenil FCF 2023
La Supercopa Juvenil FCF de 2023 fue la XIII edición del campeonato juvenil de fútbol en Colombia. Es organizado por la Federación Colombiana de Fútbol con apoyo de la División Mayor del Fútbol Colombiano y la División Aficionada del Fútbol Colombiano, el cual sirve como proyección de futbolistas y árbitros al profesionalismo.
El campeón, Águilas Doradas, logró su primer título y ganó el cupo para representar a Colombia en la Copa Libertadores Sub-20 de 2023.
Los 30 jugadores que se pueden inscribir deben estar distribuidos de la siguiente manera: 14 nacidos en 2005, 10 nacidos en 2004, 5 nacidos en 2003 y un arquero nacido en 2002. Los equipos aceptados fueron en dos divisiones: "A" para 35 equipos juveniles profesionales y 25 aficionados, y los restantes en la división "B".
Este torneo contó con la participación de 60 clubes: 35 profesionales y 25 aficionados.

## Sistema de juego
- Primera fase: Inicialmente la I Fase se jugaría dividiendo los sesenta (60) equipos en seis (6) Grupos, los cuales se denominarán Grupo “A”, Grupo “B”, Grupo “C”, Grupo “D”, Grupo “E” y Grupo "F". En cada grupo se jugará por el sistema de todos contra todos a dos (2) vueltas (local y visitante). Jugadas todos los partidos (18 fechas) los dos primeros equipos con mejor puntaje y los cuatro mejores terceros clasificaran a la II Fase del torneo.

- Segunda fase (Octavos de final): Organizados según la tabla de reclasificación por puntos, sin importar el número de partidos jugados del torneo se enfrentarán en partidos de ida y vuelta de la siguiente manera:

Llave S1: Equipo 16 vs. Equipo 1
Llave S2: Equipo 15 vs. Equipo 2
Llave S3: Equipo 14 vs. Equipo 3
Llave S4: Equipo 13 vs. Equipo 4
Llave S5: Equipo 12 vs. Equipo 5
Llave S6: Equipo 11 vs. Equipo 6
Llave S7: Equipo 10 vs. Equipo 7
Llave S8: Equipo 9 vs. Equipo 8
- Tercera fase (Cuartos de final): Los ocho equipos ganadores de la fase anterior se enfrentan en partidos de ida y vuelta siendo local en la segunda fecha el equipo con mejor puntuación el equipo con mejor posición en la tabla de reclasificación sumadas las fases I y II, enfrentándose de la siguiente manera:

Llave A: Ganador S1 vs. Ganador S8
Llave B: Ganador S2 vs. Ganador S7
Llave C: Ganador S3 vs. Ganador S6
Llave D: Ganador S4 vs. Ganador S5
- Cuarta fase (Semifinales): Los cuatro equipos ganadores de la fase anterior se enfrentan en partidos de ida y vuelta siendo local en la segunda fecha el equipo con mejor puntuación el equipo con mejor posición en la tabla de reclasificación sumadas las fases I, II y III, enfrentándose de la siguiente manera:

Llave F1: Ganador A vs. Ganador D
Llave F2: Ganador B vs. Ganador C
- Final: Los dos equipos ganadores de la fase anterior se enfrentan en partidos de ida y vuelta siendo local en la segunda fecha el equipo con mejor puntuación el equipo con mejor posición en la tabla de reclasificación sumadas las fases I, II, III, IV.

Descenderán los últimos 10 clubes de la tabla de reclasificación, ascenderán los 10 mejores del Torneo Sub-20 B

## Equipos participantes

### Relevo anual de clubes
El relevo de clubes fue confirmado por la Federación Colombiana de Fútbol una vez los equipos realizaron su inscripción.
| Ascensos a la Supercopa Juvenil FCF               |
| ------------------------------------------------- |
| Tiendas Margo's (Campeón Torneo Sub-20 B 2022)    |
| Real Aguachica (Subcampeón Sub-20 B 2021)         |
| San Francisco F. C. (Semifinalista Sub-20 B 2022) |
| Olímpicas Fútbol (Semifinalista Sub-20 B 2022)    |
| Cartagena F. C. (Sexta Fase Sub-20 B 2022)        |
| Distrito F. C. (Sexta Fase Sub-20 B 2022)         |
| Dársena F. C. (Quinta Fase Sub-20 B 2022)         |
| Maracaneiros (Quinta Fase Sub-20 B 2022)          |
| River Magdalena (Quinta Fase Sub-20 B 2022)       |
| Sellos Colombianos (Quinta Fase Sub-20 B 2022)    |

| Descendidos al Torneo Sub-20 B por Reclasificación |
| -------------------------------------------------- |
| Libertad CD (Puesto 60°)                           |
| Alianza Internacional (Puesto 59°)                 |
| Escuela 29 de Julio (Puesto 58°)                   |
| Alianza Platanera (Puesto 57°)                     |
| El Minuto F. C. (Puesto 56°)                       |
| Talento y Vida (Puesto 55°)                        |
| Tolima Real (Puesto 54°)                           |
| Los Embajadores (Puesto 53°)                       |
| Alianza Llanos (Puesto 52°)                        |
| Boyacá Chicó                                       |

### Datos de los clubes
Nota: Los equipos participantes inscriben un estadio o cancha principal para sus partidos en condición de local, pero pueden alternar su sede con autorización previa de la organización, por transmisión de televisión, razones logísticas o fuerza mayor.
| Grupo A | Grupo A                                                                                  | Grupo A | Grupo A |
| Equipo | Ciudad                                                                                   | Estadio/Cancha | Ubicación |
| --- | ---------------------------------------------------------------------------------------- | --- | --- |
| - Atlético Real Boyacá - Bogotá F. C. - Fortaleza CEIF - La Equidad - Maracaneiros - Millonarios - Patriotas - Plata Vinotinto y Oro - Santa Fe - Tigres F. C. | - Bogotá - Bogotá - Bogotá - Bogotá - Bogotá - Bogotá - Tunja - Bogotá - Bogotá - Bogotá | - Club Real Boyacá - Sede Deportiva Chorrillos - La Fortaleza - Sede Deportiva Carlos Mario Zuluaga - Finca Maracaná - Sede Deportiva Xcoli - Sede Deportiva Patriotas - Estadio Eduardo Orozco Mendoza - Dimenor - Sede Deportiva Santa Fe - Finca Maracaná | - Fontibón - Vía Suba-Cota - Vía Suba-Cota - Usaquén - Tenjo - Arrayanes - Tunja - Vía Suba-Cota - Tenjo - Tenjo |

| Grupo B | Grupo B                                                                                                 | Grupo B | Grupo B |
| Equipo | Ciudad                                                                                                  | Estadio/Cancha | Ubicación |
| --- | --- | --- | --- |
| - Águilas Doradas - Atlético Nacional - Envigado F. C. - Independiente Medellín - Jaguares - Itagüí Leones - Sellos Colombianos - Tiendas Margo's - Total Soccer - Turbo F. C. | - Rionegro - Medellín - Envigado - Medellín - Montería - Itagüí - Sabaneta - Envigado - La Ceja - Turbo | - Campo Santander - Sede Deportiva de Atlético Nacional - Estadio Polideportivo Sur - Sede Deportiva Raúl Giraldo - Sede Deportiva Jaguares - Cancha Municipal - Cancha Zona Sur - Estadio El Dorado - Estadio Carlos Alberto Bernal - Estadio John Jairo Tréllez | - Rionegro - Guarne - Envigado - Rionegro - Caño Viejo las Lamas - Itagüí - Sabaneta - Envigado - La Ceja - Turbo |

| Grupo C | Grupo C                                                                          | Grupo C | Grupo C                                                                           |
| Equipo | Ciudad                                                                           | Estadio/Cancha | Ubicación                                                                         |
| --- | -------------------------------------------------------------------------------- | --- | --------------------------------------------------------------------------------- |
| - América de Cali - Atlético F. C. - Boca Juniors de Cali - Cortuluá - Deportes Quindío - Deportivo Cali - Deportivo Pasto - Deportivo Pereira - Distrito F. C. - Orsomarso | - Cali - Cali - Cali - Tuluá - Armenia - Cali - Pasto - Pereira - Cali - Palmira | - Sede Deportiva La Candela - Estadio Comfandi - Sede Deportiva La Troja - Sede Deportiva Tres Esquinas - Sede Deportiva La Troja - Sede Deportivo Cali - Sede Deportiva Botana - Complejo Deportivo CORDEP - Estadio Comfandi - Sede Deportiva Águila Roja | - Cali - Cali - Cali - Tuluá - Cali - Pance - Pasto - Pereira - Cali - Candelaria |

| Grupo D | Grupo D | Grupo D | Grupo D |
| Equipo | Ciudad | Estadio/Cancha | Ubicación |
| --- | --- | --- | --- |
| - Academia de Crespo - Atlético Zamba - Barranquilla F. C. - Costa Azul - Deportivo Galapa - Fusión Caribe - Junior - Real Cartagena - Unión Magdalena - Valledupar F. C. | - Cartagena - Cartagena - Barranquilla - Puerto Colombia - Galapa - Barranquilla - Barranquilla - Cartagena - Santa Marta - Valledupar | - Cancha San Fernando - Centro Recreacional Los Flamingos - Sede Deportiva Bombona - Estadio Lulio González - Polideportivo de Galapa - Estadio Moderno Julio Torres - Sede Deportiva Bombona - Cancha San Fernando - Sede Vacacional Los Trupillos - Cancha Galo Celedón | - Cartagena - Santa Rosa - Malambo - Puerto Colombia - Galapa - Barranquilla - Malambo - Cartagena - Santa Marta - Valledupar |

| Grupo E | Grupo E | Grupo E | Grupo E |
| Equipo | Ciudad | Estadio/Cancha | Ubicación |
| --- | --- | --- | --- |
| - Alianza Petrolera - Alianza Vallenata - Cúcuta Deportivo - Atlético Chapinero - Cartagena F. C. - Cúcuta F. C. - Darsena F. C. - Olímpicas Fútbol - River Magdalena - San Francisco F. C. | - Barrancabermeja - Valledupar - Cúcuta - Cúcuta - Cartagena - Cúcuta - Cartagena - Cúcuta - Barranquilla - Valledupar | - Estadio Daniel Villa Zapata - Cancha Galo Celedón - Sede Cúcuta Deportivo - Estadio Gran Colombiano - Centro Recreacional Los Flamingos - Polideportivo Chapinero - Cancha San Fernando - Polideportivo Chapinero - Estadio Moderno Julio Torres - Cancha Galo Celedón | - Barrancabermeja - Valledupar - Villa del Rosario - Villa del Rosario - Santa Rosa - Cúcuta - Cartagena - Cúcuta - Barranquilla - Valledupar |

| Grupo F | Grupo F | Grupo F | Grupo F |
| Equipo | Ciudad | Estadio/Cancha | Ubicación |
| --- | --- | --- | --- |
| - Alberto Zamora F. C. - Atlético Bucaramanga - Atlético Huila - Deportes Tolima - Llaneros - Martín García & RJB - Once Caldas - PSD Panteras - Real Aguachica - Real Santander | - Bogotá - Bucaramanga - Neiva - Ibagué - Villavicencio - Villavicencio - Manizales - Bucaramanga - Aguachica - Piedecuesta | - Parque Estadio Olaya Herrera - Sede Deportiva Barlovento - Sede Deportiva Atlético Huila - Sede Deportiva San Gabriel - Complejo Deportivo Recreo - Cancha Menegua - Cancha Luis Fernando Montoya - Cancha Marte - Estadio Francisco Ramos Pereira - Estadio Villa Concha | - Rafael Uribe Uribe - Bucaramanga - Neiva - Ibagué - Villavicencio - Villavicencio - Manizales - Bucaramanga - Aguachica - Piedecuesta |

## Fase de grupos
|  | Clasificado a Octavos de Final.         |
|  | Posible clasificado a Octavos de Final. |

### Grupo A
| Pos | Equipos               | PTS | PG | PE | PP | PJ | GF | GC | Dif. |
| --- | --------------------- | --- | -- | -- | -- | -- | -- | -- | ---- |
| 1.  | Millonarios           | 40  | 12 | 4  | 2  | 18 | 44 | 20 | 24   |
| 2.  | Fortaleza CEIF        | 32  | 9  | 5  | 4  | 18 | 37 | 25 | 12   |
| 3.  | Santa Fe              | 31  | 8  | 7  | 3  | 18 | 34 | 23 | 11   |
| 4.  | La Equidad            | 29  | 8  | 5  | 5  | 18 | 38 | 24 | 14   |
| 5.  | Bogotá F. C.          | 24  | 7  | 3  | 8  | 18 | 32 | 34 | -2   |
| 6.  | Tigres F. C.          | 24  | 7  | 3  | 8  | 18 | 25 | 29 | -4   |
| 7.  | Patriotas Boyacá      | 23  | 6  | 5  | 7  | 18 | 24 | 24 | 0    |
| 8.  | Maracaneiros          | 21  | 5  | 6  | 7  | 18 | 21 | 24 | -3   |
| 9.  | Plata Vinotinto y Oro | 18  | 5  | 3  | 10 | 18 | 25 | 43 | -18  |
| 10. | Atlético Real Boyacá  | 6   | 1  | 3  | 14 | 18 | 7  | 41 | -34  |

| Fecha 1               | Fecha 1   | Fecha 1        | Fecha 1                  | Fecha 1     | Fecha 1 | Fecha 1         |
| Local                 | Resultado | Visitante      | Lugar                    | Fecha       | Hora    | Transmisión     |
| --------------------- | --------- | -------------- | ------------------------ | ----------- | ------- | --------------- |
| Patriotas Boyacá      | 2 : 1     | Bogotá F. C.   | Sede Deportiva Patriotas | 18 de marzo | 11:00   | Sin transmisión |
| Tigres F. C.          | 1 : 2     | Maracaneiros   | Finca Maracaná           | 18 de marzo | 13:00   | Sin transmisión |
| Plata Vinotinto y Oro | 1 : 7     | 'Santa Fe'     | Sede Deportiva Dimenor   | 18 de marzo | 15:00   | Sin transmisión |
| Millonarios           | 2 : 2     | Fortaleza CEIF | Sede Deportiva F. C.F    | 19 de marzo | 11:00   | Win Sports+     |
| La Equidad            | 0 : 1     | Real Boyacá    | Sede Deportiva Equidad   | 20 de marzo | 10:00   | Sin transmisión |

| Fecha 2        | Fecha 2   | Fecha 2               | Fecha 2                     | Fecha 2     | Fecha 2 | Fecha 2         |
| Local          | Resultado | Visitante             | Lugar                       | Fecha       | Hora    | Transmisión     |
| -------------- | --------- | --------------------- | --------------------------- | ----------- | ------- | --------------- |
| Real Boyacá    | 0 : 0     | Tigres F. C.          | Sede Deportiva La Alquería  | 24 de marzo | 12:00   | Sin transmisión |
| Santa Fe       | 1 : 1     | La Equidad            | Sede Deportiva Dimenor      | 24 de marzo | 14:00   | Sin transmisión |
| Maracaneiros   | 0 : 0     | Patriotas Boyacá      | Finca Maracaná              | 25 de marzo | 13:00   | Sin transmisión |
| Bogotá F. C.   | 1 : 1     | Millonarios           | Sede Deportiva Chorrillos   | 26 de marzo | 10:00   | Sin transmisión |
| Fortaleza CEIF | 2 : 2     | Plata Vinotinto y Oro | Sede Deportiva La Fortaleza | 26 de marzo | 14:00   | Sin transmisión |

| Fecha 3               | Fecha 3   | Fecha 3      | Fecha 3                     | Fecha 3     | Fecha 3 | Fecha 3         |
| Local                 | Resultado | Visitante    | Lugar                       | Fecha       | Hora    | Transmisión     |
| --------------------- | --------- | ------------ | --------------------------- | ----------- | ------- | --------------- |
| Plata Vinotinto y Oro | 0 : 1     | 'La Equidad' | Sede Deportiva Dimenor      | 14 de abril | 17:00   | Sin transmisión |
| 'Tigres F. C.'        | 3 : 1     | Santa Fe     | Sede Deportiva F. C.F       | 15 de abril | 10:00   | Win Sports+     |
| Patriotas Boyacá      | 2 : 0     | Real Boyacá  | Sede Deportiva Patriotas    | 15 de abril | 11:00   | Sin transmisión |
| 'Millonarios'         | 2 : 0     | Maracaneiros | Sede Deportiva Xcoli        | 15 de abril | 11:00   | Sin transmisión |
| Fortaleza CEIF        | 2 : 1     | Bogotá F. C. | Sede Deportiva La Fortaleza | 16 de abril | 10:00   | Sin transmisión |

| Fecha 4      | Fecha 4   | Fecha 4               | Fecha 4                   | Fecha 4     | Fecha 4 | Fecha 4         |
| Local        | Resultado | Visitante             | Lugar                     | Fecha       | Hora    | Transmisión     |
| ------------ | --------- | --------------------- | ------------------------- | ----------- | ------- | --------------- |
| Santa Fe     | 2 : 2     | Patriotas Boyacá      | Sede Deportiva Santa Fe   | 21 de abril | 14:00   | Sin transmisión |
| Bogotá F. C. | 1 : 2     | Plata Vinotinto y Oro | Sede Deportiva Chorrillos | 21 de abril | 14:00   | Sin transmisión |
| La Equidad   | 1 : 1     | Tigres F. C.          | Sede Deportiva Equidad    | 22 de abril | 9:00    | Sin transmisión |
| Real Boyacá  | 0 : 3     | 'Millonarios'         | Club Real Boyacá          | 22 de abril | 10:00   | Sin transmisión |
| Maracaneiros | 2 : 0     | Fortaleza CEIF        | Finca Maracaná            | 23 de abril | 13:00   | Sin transmisión |

| Fecha 5               | Fecha 5   | Fecha 5        | Fecha 5                     | Fecha 5     | Fecha 5 | Fecha 5         |
| Local                 | Resultado | Visitante      | Lugar                       | Fecha       | Hora    | Transmisión     |
| --------------------- | --------- | -------------- | --------------------------- | ----------- | ------- | --------------- |
| Plata Vinotinto y Oro | 1 : 6     | 'Tigres F. C.' | Sede Deportiva Dimenor      | 28 de abril | 14:00   | Sin transmisión |
| Patriotas Boyacá      | 2 : 1     | La Equidad     | CAR Rio de Piedras          | 29 de abril | 11:00   | Sin transmisión |
| Millonarios           | 0 : 2     | 'Santa Fe'     | Sede Deportiva F. C.F       | 30 de abril | 10:30   | Win Sports+     |
| Fortaleza CEIF        | 1 : 0     | Real Boyacá    | Sede Deportiva La Fortaleza | 30 de abril | 10:30   | Sin transmisión |
| 'Bogotá F. C.'        | 4 : 1     | Maracaneiros   | Sede Deportiva Chorrillos   | 30 de abril | 14:00   | Sin transmisión |

| Fecha 6      | Fecha 6   | Fecha 6               | Fecha 6                 | Fecha 6    | Fecha 6 | Fecha 6         |
| Local        | Resultado | Visitante             | Lugar                   | Fecha      | Hora    | Transmisión     |
| ------------ | --------- | --------------------- | ----------------------- | ---------- | ------- | --------------- |
| 'La Equidad' | 5 : 0     | Millonarios           | Sede Deportiva Equidad  | 12 de mayo | 11:00   | Sin transmisión |
| Tigres F. C. | 1 : 4     | Patriotas Boyacá      | Finca Maracaná          | 12 de mayo | 12:00   | Sin transmisión |
| Maracaneiros | 2 : 0     | Plata Vinotinto y Oro | Finca Maracaná          | 13 de mayo | 11:00   | Sin transmisión |
| Real Boyacá  | 2 : 3     | 'Bogotá F. C.'        | Club Real Boyacá        | 13 de mayo | 11:30   | Sin transmisión |
| Santa Fe     | 2 : 2     | Fortaleza CEIF        | Sede Deportiva Santa Fe | 13 de mayo | 14:00   | Sin transmisión |

| Fecha 7               | Fecha 7   | Fecha 7          | Fecha 7                     | Fecha 7    | Fecha 7 | Fecha 7         |
| Local                 | Resultado | Visitante        | Lugar                       | Fecha      | Hora    | Transmisión     |
| --------------------- | --------- | ---------------- | --------------------------- | ---------- | ------- | --------------- |
| Bogotá F. C.          | 0 : 0     | Santa Fe         | Sede Deportiva Chorrillos   | 19 de mayo | 14:00   | Sin transmisión |
| Fortaleza CEIF        | 1 : 2     | 'La Equidad'     | Sede Deportiva La Fortaleza | 20 de mayo | 9:00    | Sin transmisión |
| Millonarios           | 2 : 2     | Tigres F. C.     | Sede Deportiva Xcoli        | 20 de mayo | 12:00   | Sin transmisión |
| Plata Vinotinto y Oro | 2 : 1     | Patriotas Boyacá | Sede Deportiva Dimenor      | 21 de mayo | 9:00    | Sin transmisión |
| Maracaneiros          | 1 : 1     | Real Boyacá      | Finca Maracaná              | 22 de mayo | 11:00   | Sin transmisión |

| Fecha 8               | Fecha 8   | Fecha 8        | Fecha 8                  | Fecha 8    | Fecha 8 | Fecha 8         |
| Local                 | Resultado | Visitante      | Lugar                    | Fecha      | Hora    | Transmisión     |
| --------------------- | --------- | -------------- | ------------------------ | ---------- | ------- | --------------- |
| Santa Fe              | 1 : 3     | Maracaneiros   | Sede Deportiva Santa Fe  | 26 de mayo | 13:00   | Sin transmisión |
| 'La Equidad'          | 3 : 2     | Bogotá F. C.   | Sede Deportiva Equidad   | 27 de mayo | 9:00    | Sin transmisión |
| Patriotas Boyacá      | 0 : 3     | 'Millonarios'  | Sede Deportiva Patriotas | 27 de mayo | 11:00   | Sin transmisión |
| 'Tigres F. C.'        | 2 : 1     | Fortaleza CEIF | Finca Maracaná           | 27 de mayo | 12:00   | Sin transmisión |
| Plata Vinotinto y Oro | 0 : 0     | Real Boyacá    | Sede Deportiva Dimenor   | 28 de mayo | 10:00   | Sin transmisión |

| Fecha 9        | Fecha 9   | Fecha 9               | Fecha 9                     | Fecha 9    | Fecha 9 | Fecha 9         |
| Local          | Resultado | Visitante             | Lugar                       | Fecha      | Hora    | Transmisión     |
| -------------- | --------- | --------------------- | --------------------------- | ---------- | ------- | --------------- |
| Real Boyacá    | 1 : 3     | 'Santa Fe'            | Club Real Boyacá            | 2 de junio | 11:00   | Sin transmisión |
| Maracaneiros   | 3 : 3     | La Equidad            | Club Real Boyacá            | 3 de junio | 10:00   | Sin transmisión |
| 'Millonarios'  | 2 : 0     | Plata Vinotinto y Oro | Sede Deportiva Xcoli        | 3 de junio | 12:00   | Sin transmisión |
| Fortaleza CEIF | 3 : 1     | Patriotas Boyacá      | Sede Deportiva La Fortaleza | 3 de junio | 12:30   | Sin transmisión |
| Bogotá F. C.   | 0 : 1     | 'Tigres F. C.'        | Sede Deportiva Chorrillos   | 3 de junio | 14:00   | Sin transmisión |

| Fecha 10       | Fecha 10  | Fecha 10              | Fecha 10                       | Fecha 10    | Fecha 10 | Fecha 10        |
| Local          | Resultado | Visitante             | Lugar                          | Fecha       | Hora     | Transmisión     |
| -------------- | --------- | --------------------- | ------------------------------ | ----------- | -------- | --------------- |
| 'Santa Fe'     | 3 : 1     | Plata Vinotinto y Oro | Sede Deportiva Santa Fe        | 16 de junio | 13:00    | Sin transmisión |
| Fortaleza CEIF | 1 : 2     | 'Millonarios'         | Estadio Villa Olímpica de Chía | 17 de junio | 10:00    | Sin transmisión |
| Real Boyacá    | 0 : 5     | 'La Equidad'          | Club Real Boyacá               | 17 de junio | 10:00    | Sin transmisión |
| Maracaneiros   | 0 : 1     | 'Tigres F. C.'        | Finca Maracaná                 | 17 de junio | 11:00    | Sin transmisión |
| 'Bogotá F. C.' | 1 : 0     | Patriotas Boyacá      | Sede Deportiva Chorrillos      | 17 de junio | 14:00    | Sin transmisión |

| Fecha 11              | Fecha 11  | Fecha 11       | Fecha 11                 | Fecha 11    | Fecha 11 | Fecha 11        |
| Local                 | Resultado | Visitante      | Lugar                    | Fecha       | Hora     | Transmisión     |
| --------------------- | --------- | -------------- | ------------------------ | ----------- | -------- | --------------- |
| Plata Vinotinto y Oro | 2 : 3     | Fortaleza CEIF | Sede Deportiva Dimenor   | 24 de junio | 9:00     | Sin transmisión |
| 'La Equidad'          | 4 : 1     | Santa Fe       | Sede Deportiva Equidad   | 24 de junio | 9:00     | Sin transmisión |
| 'Millonarios'         | 5 : 1     | Bogotá F. C.   | Sede Deportiva Xcoli     | 24 de junio | 11:00    | Sin transmisión |
| 'Tigres F. C.'        | 3 : 0     | Real Boyacá    | Finca Maracaná           | 24 de junio | 13:00    | Sin transmisión |
| Patriotas Boyacá      | 0 : 0     | Maracaneiros   | Sede Deportiva Patriotas | 25 de junio | 10:00    | Sin transmisión |

| Fecha 12     | Fecha 12  | Fecha 12              | Fecha 12                  | Fecha 12    | Fecha 12 | Fecha 12        |
| Local        | Resultado | Visitante             | Lugar                     | Fecha       | Hora     | Transmisión     |
| ------------ | --------- | --------------------- | ------------------------- | ----------- | -------- | --------------- |
| Santa Fe     | 0 : 0     | Tigres F. C.          | Sede Deportiva Santa Fe   | 30 de junio | 14:00    | Sin transmisión |
| Maracaneiros | 0 : 2     | 'Millonarios'         | Finca Maracaná            | 1 de julio  | 9:00     | Sin transmisión |
| 'La Equidad' | 4 : 1     | Plata Vinotinto y Oro | Sede Deportiva Equidad    | 1 de julio  | 9:00     | Sin transmisión |
| Real Boyacá  | 0 : 2     | Patriotas Boyacá      | Club Real Boyacá          | 1 de julio  | 11:00    | Sin transmisión |
| Bogotá F. C. | 2 : 4     | Fortaleza CEIF        | Sede Deportiva Chorrillos | 1 de julio  | 15:00    | Sin transmisión |

| Fecha 13              | Fecha 13  | Fecha 13       | Fecha 13                    | Fecha 13    | Fecha 13 | Fecha 13        |
| Local                 | Resultado | Visitante      | Lugar                       | Fecha       | Hora     | Transmisión     |
| --------------------- | --------- | -------------- | --------------------------- | ----------- | -------- | --------------- |
| Fortaleza CEIF        | 2 : 0     | Maracaneiros   | Sede Deportiva La Fortaleza | 21 de julio | 12:30    | Sin transmisión |
| Plata Vinotinto y Oro | 3 : 4     | 'Bogotá F. C.' | Sede Deportiva Dimenor      | 22 de julio | 9:00     | Sin transmisión |
| 'Millonarios'         | 7 : 0     | Real Boyacá    | Sede Deportiva Xcoli        | 22 de julio | 11:00    | Sin transmisión |
| Tigres F. C.          | 0 : 3     | 'La Equidad'   | Sede Deportiva F. C.F       | 22 de julio | 15:30    | Win Sports+     |
| Patriotas Boyacá      | 0 : 1     | 'Santa Fe'     | Sede Deportiva Patriotas    | 23 de julio | 11:00    | Sin transmisión |

| Fecha 14     | Fecha 14  | Fecha 14              | Fecha 14               | Fecha 14    | Fecha 14 | Fecha 14        |
| Local        | Resultado | Visitante             | Lugar                  | Fecha       | Hora     | Transmisión     |
| ------------ | --------- | --------------------- | ---------------------- | ----------- | -------- | --------------- |
| Tigres F. C. | 0 : 1     | Plata Vinotinto y Oro | Finca Maracaná         | 28 de julio | 12:00    | Sin transmisión |
| La Equidad   | 1 : 1     | Patriotas Boyacá      | Sede Deportiva Equidad | 29 de julio | 9:00     | Sin transmisión |
| Real Boyacá  | 0 : 3     | Fortaleza CEIF        | Club Real Boyacá       | 29 de julio | 9:30     | Sin transmisión |
| Santa Fe     | 1 : 1     | Millonarios           | Sede Deportiva F. C.F  | 29 de julio | 12:15    | Win Sports+     |
| Maracaneiros | 1 : 1     | Bogotá F. C.          | Finca Maracaná         | 30 de julio | 13:00    | Sin transmisión |

| Fecha 15              | Fecha 15  | Fecha 15     | Fecha 15                    | Fecha 15     | Fecha 15 | Fecha 15        |
| Local                 | Resultado | Visitante    | Lugar                       | Fecha        | Hora     | Transmisión     |
| --------------------- | --------- | ------------ | --------------------------- | ------------ | -------- | --------------- |
| 'Bogotá F. C.'        | 1 : 0     | Real Boyacá  | Sede Deportiva Chorrillos   | 11 de agosto | 14:00    | Sin transmisión |
| Plata Vinotinto y Oro | 3 : 2     | Maracaneiros | Sede Deportiva Dimenor      | 12 de agosto | 10:00    | Sin transmisión |
| 'Millonarios'         | 4 : 1     | La Equidad   | Sede Deportiva Xcoli        | 12 de agosto | 11:00    | Sin transmisión |
| Patriotas Boyacá      | 2 : 1     | Tigres F. C. | Sede Deportiva Patriotas    | 12 de agosto | 11:30    | Sin transmisión |
| Fortaleza CEIF        | 1 : 1     | Santa Fe     | Sede Deportiva La Fortaleza | 13 de agosto | 10:30    | Sin transmisión |

| Fecha 16         | Fecha 16  | Fecha 16              | Fecha 16                 | Fecha 16     | Fecha 16 | Fecha 16        |
| Local            | Resultado | Visitante             | Lugar                    | Fecha        | Hora     | Transmisión     |
| ---------------- | --------- | --------------------- | ------------------------ | ------------ | -------- | --------------- |
| 'Santa Fe'       | 5 : 2     | Bogotá F. C.          | Sede Deportiva Santa Fe  | 18 de agosto | 10:00    | Sin transmisión |
| Patriotas Boyacá | 1 : 1     | Plata Vinotinto y Oro | Sede Deportiva Patriotas | 18 de agosto | 11:00    | Sin transmisión |
| Real Boyacá      | 1 : 1     | Maracaneiros          | Club Real Boyacá         | 19 de agosto | 9:00     | Sin transmisión |
| La Equidad       | 2 : 2     | Fortaleza CEIF        | Sede Deportiva Equidad   | 19 de agosto | 10:00    | Sin transmisión |
| Tigres F. C.     | 1 : 2     | 'Millonarios'         | Finca Maracaná           | 20 de agosto | 13:00    | Sin transmisión |

| Fecha 17       | Fecha 17  | Fecha 17              | Fecha 17                    | Fecha 17     | Fecha 17 | Fecha 17        |
| Local          | Resultado | Visitante             | Lugar                       | Fecha        | Hora     | Transmisión     |
| -------------- | --------- | --------------------- | --------------------------- | ------------ | -------- | --------------- |
| Fortaleza CEIF | 4 : 0     | Tigres F. C.          | Sede Deportiva La Fortaleza | 25 de agosto | 10:00    | Sin transmisión |
| Real Boyacá    | 1 : 4     | Plata Vinotinto y Oro | Club Real Boyacá            | 26 de agosto | 9:00     | Sin transmisión |
| Maracaneiros   | 1 : 2     | 'Santa Fe'            | Finca Maracaná              | 26 de agosto | 9:00     | Sin transmisión |
| 'Bogotá F. C.' | 2 : 1     | La Equidad            | Sede Deportiva Chorrillos   | 26 de agosto | 11:00    | Sin transmisión |
| 'Millonarios'  | 3 : 2     | Patriotas Boyacá      | Sede Deportiva Xcoli        | 26 de agosto | 11:00    | Sin transmisión |

| Fecha 18              | Fecha 18  | Fecha 18       | Fecha 18                 | Fecha 18         | Fecha 18 | Fecha 18        |
| Local                 | Resultado | Visitante      | Lugar                    | Fecha            | Hora     | Transmisión     |
| --------------------- | --------- | -------------- | ------------------------ | ---------------- | -------- | --------------- |
| 'Santa Fe'            | 1 : 0     | Real Boyacá    | Sede Deportiva Santa Fe  | 10 de septiembre | 10:00    | Sin transmisión |
| La Equidad            | 0 : 2     | Maracaneiros   | Sede Deportiva Equidad   | 10 de septiembre | 10:00    | Sin transmisión |
| Tigres F. C.          | 1 : 5     | 'Bogotá F. C.' | Finca Maracaná           | 10 de septiembre | 10:00    | Sin transmisión |
| Patriotas Boyacá      | 2 : 3     | Fortaleza CEIF | Sede Deportiva Patriotas | 10 de septiembre | 10:00    | Sin transmisión |
| Plata Vinotinto y Oro | 1 : 3     | 'Millonarios'  | Sede Deportiva Dimenor   | 10 de septiembre | 10:00    | Sin transmisión |

### Grupo B
| Pos | Equipos                | PTS | PG | PE | PP | PJ | GF | GC | Dif. |
| --- | ---------------------- | --- | -- | -- | -- | -- | -- | -- | ---- |
| 1.  | Águilas Doradas        | 40  | 12 | 4  | 2  | 18 | 38 | 24 | 14   |
| 2.  | Independiente Medellín | 38  | 12 | 2  | 4  | 18 | 43 | 19 | 24   |
| 3.  | Atlético Nacional      | 36  | 12 | 0  | 6  | 18 | 51 | 22 | 29   |
| 4.  | Envigado F. C.         | 27  | 8  | 3  | 7  | 18 | 24 | 17 | 7    |
| 5.  | Turbo F. C.            | 27  | 7  | 6  | 5  | 18 | 22 | 32 | -10  |
| 6.  | Tiendas Margo's        | 24  | 6  | 6  | 6  | 18 | 24 | 20 | 4    |
| 7.  | Total Soccer           | 22  | 7  | 1  | 10 | 18 | 28 | 38 | -10  |
| 8.  | Jaguares de Córdoba    | 21  | 5  | 6  | 7  | 18 | 20 | 27 | -7   |
| 9.  | Itagüí Leones          | 11  | 2  | 5  | 11 | 18 | 27 | 41 | -14  |
| 10. | Sellos Colombianos     | 6   | 1  | 3  | 14 | 18 | 14 | 51 | -37  |

| Fecha 1             | Fecha 1   | Fecha 1             | Fecha 1                  | Fecha 1     | Fecha 1 | Fecha 1         |
| Local               | Resultado | Visitante           | Lugar                    | Fecha       | Hora    | Transmisión     |
| ------------------- | --------- | ------------------- | ------------------------ | ----------- | ------- | --------------- |
| Águilas Doradas     | 3 : 2     | DIM                 | Campo Santander          | 17 de marzo | 12:00   | Sin transmisión |
| Envigado F. C.      | 1 : 2     | Turbo F. C.         | Estadio El Dorado        | 18 de marzo | 10:00   | Sin transmisión |
| Tiendas Margos      | 2 : 2     | Itagüí Leones       | Estadio El Dorado        | 18 de marzo | 12:00   | Sin transmisión |
| Total Soccer        | 2 : 1     | Sellos Colombianos  | Cancha María Auxiliadora | 19 de marzo | 11:00   | Sin transmisión |
| Jaguares de Córdoba | 0 : 4     | 'Atlético Nacional' | Estadio Jaraguay         | 19 de marzo | 15:00   | Sin transmisión |

| Fecha 2             | Fecha 2   | Fecha 2             | Fecha 2                          | Fecha 2     | Fecha 2 | Fecha 2         |
| Local               | Resultado | Visitante           | Lugar                            | Fecha       | Hora    | Transmisión     |
| ------------------- | --------- | ------------------- | -------------------------------- | ----------- | ------- | --------------- |
| Itagüí Leones       | 2 : 3     | Águilas Doradas     | Estadio Municipal de Itagüí      | 24 de marzo | 10:00   | Sin transmisión |
| Sellos Colombianos  | 0 : 1     | Tiendas Margos      | Cancha Zona Sur (ECDV)           | 24 de marzo | 11:00   | Sin transmisión |
| 'Atlético Nacional' | 2 : 1     | Envigado F. C.      | Sede Deportiva Atlético Nacional | 26 de marzo | 10:30   | Win Sports+     |
| Turbo F. C.         | 1 : 0     | Total Soccer        | Estadio John Jairo Tréllez       | 26 de marzo | 15:00   | Sin transmisión |
| DIM                 | 1 : 1     | Jaguares de Córdoba | Sede Deportiva Raúl Giraldo      | 11 de junio | 14:00   | Sin transmisión |

| Fecha 3             | Fecha 3   | Fecha 3            | Fecha 3                     | Fecha 3     | Fecha 3 | Fecha 3         |
| Local               | Resultado | Visitante          | Lugar                       | Fecha       | Hora    | Transmisión     |
| ------------------- | --------- | ------------------ | --------------------------- | ----------- | ------- | --------------- |
| Tiendas Margo's     | 3 : 0     | Turbo F. C.        | Estadio El Dorado           | 14 de abril | 10:00   | Sin transmisión |
| Águilas Doradas     | 4 : 0     | Sellos Colombianos | Campo Santander             | 14 de abril | 12:00   | Sin transmisión |
| 'DIM'               | 3 : 1     | Itagüí Leones      | Sede Deportiva Raúl Giraldo | 14 de abril | 12:30   | Sin transmisión |
| Jaguares de Córdoba | 1 : 1     | Envigado F. C.     | Estadio Jaraguay            | 15 de abril | 15:00   | Sin transmisión |
| Total Soccer        | 2 : 1     | Atlético Nacional  | Cancha María Auxiliadora    | 16 de abril | 10:30   | Sin transmisión |

| Fecha 4             | Fecha 4   | Fecha 4             | Fecha 4                          | Fecha 4     | Fecha 4 | Fecha 4         |
| Local               | Resultado | Visitante           | Lugar                            | Fecha       | Hora    | Transmisión     |
| ------------------- | --------- | ------------------- | -------------------------------- | ----------- | ------- | --------------- |
| 'Itagüí Leones'     | 2 : 1     | Jaguares de Córdoba | Estadio Municipal de Itagüí      | 21 de abril | 14:30   | Sin transmisión |
| 'Atlético Nacional' | 2 : 0     | Tiendas Margos      | Sede Deportiva Atlético Nacional | 22 de abril | 10:00   | Sin transmisión |
| Sellos Colombianos  | 1 : 6     | 'DIM'               | Cancha Zona Sur (ECDV)           | 22 de abril | 14:00   | Sin transmisión |
| Envigado F. C.      | 0 : 1     | Total Soccer        | Estadio El Dorado                | 23 de abril | 7:00    | Sin transmisión |
| Turbo F. C.         | 0 : 0     | Águilas Doradas     | Estadio John Jairo Tréllez       | 23 de abril | 15:30   | Sin transmisión |

| Fecha 5             | Fecha 5   | Fecha 5            | Fecha 5                         | Fecha 5     | Fecha 5 | Fecha 5         |
| Local               | Resultado | Visitante          | Lugar                           | Fecha       | Hora    | Transmisión     |
| ------------------- | --------- | ------------------ | ------------------------------- | ----------- | ------- | --------------- |
| Tiendas Margos      | 0 : 1     | 'Envigado F. C.'   | Estadio El Dorado               | 28 de abril | 10:00   | Sin transmisión |
| 'DIM'               | 5 : 1     | Turbo F. C.        | Sede Deportiva Raúl Giraldo     | 29 de abril | 12:00   | Sin transmisión |
| Jaguares de Córdoba | 2 : 0     | Total Soccer       | Sede Caño Viejo Las Lamas       | 29 de abril | 15:00   | Sin transmisión |
| Itagüí Leones       | 2 : 2     | Sellos Colombianos | Estadio Metropolitano de Itagüí | 29 de abril | 15:00   | Sin transmisión |
| Águilas Doradas     | 2 : 1     | Atlético Nacional  | Campo Santander                 | 30 de abril | 15:30   | Sin transmisión |

| Fecha 6            | Fecha 6   | Fecha 6             | Fecha 6                    | Fecha 6    | Fecha 6 | Fecha 6         |
| Local              | Resultado | Visitante           | Lugar                      | Fecha      | Hora    | Transmisión     |
| ------------------ | --------- | ------------------- | -------------------------- | ---------- | ------- | --------------- |
| 'Envigado F. C.'   | 5 : 3     | Águilas Doradas     | Estadio El Dorado          | 12 de mayo | 10:00   | Sin transmisión |
| Sellos Colombianos | 1 : 2     | Jaguares de Córdoba | Cancha Zona Sur (Sabaneta) | 12 de mayo | 11:15   | Sin transmisión |
| Turbo F. C.        | 1 : 1     | Itagüí Leones       | Estadio John Jairo Tréllez | 13 de mayo | 15:30   | Sin transmisión |
| Total Soccer       | 2 : 3     | Tiendas Margos      | Cancha María Auxiliadora   | 14 de mayo | 13:00   | Sin transmisión |
| Atlético Nacional  | 0 : 1     | 'DIM'               | Estadio Atanasio Girardot  | 15 de mayo | 19:30   | Win Sports+     |

| Fecha 7             | Fecha 7   | Fecha 7             | Fecha 7                     | Fecha 7    | Fecha 7 | Fecha 7         |
| Local               | Resultado | Visitante           | Lugar                       | Fecha      | Hora    | Transmisión     |
| ------------------- | --------- | ------------------- | --------------------------- | ---------- | ------- | --------------- |
| Itagüí Leones       | 1 : 2     | 'Atlético Nacional' | Estadio Municipal de Itagüí | 19 de mayo | 10:00   | Sin transmisión |
| Sellos Colombianos  | 1 : 4     | Turbo F. C.         | Cancha Zona Sur (Sabaneta)  | 19 de mayo | 11:15   | Sin transmisión |
| Águilas Doradas     | 3 : 2     | Total Soccer        | Campo Santander             | 19 de mayo | 12:00   | Sin transmisión |
| Jaguares de Córdoba | 0 : 0     | Tiendas Margos      | Estadio Jaraguay            | 20 de mayo | 15:00   | Sin transmisión |
| 'DIM'               | 1 : 0     | Envigado F. C.      | Sede Deportiva Raúl Giraldo | 22 de mayo | 14:00   | Sin transmisión |

| Fecha 8             | Fecha 8   | Fecha 8            | Fecha 8                          | Fecha 8    | Fecha 8 | Fecha 8         |
| Local               | Resultado | Visitante          | Lugar                            | Fecha      | Hora    | Transmisión     |
| ------------------- | --------- | ------------------ | -------------------------------- | ---------- | ------- | --------------- |
| Total Soccer        | 0 : 4     | 'DIM'              | Cancha María Auxiliadora         | 26 de mayo | 11:00   | Sin transmisión |
| Tiendas Margos      | 0 : 0     | Águilas Doradas    | Estadio El Dorado                | 26 de mayo | 12:00   | Sin transmisión |
| Jaguares de Córdoba | 2 : 2     | Turbo F. C.        | Sede Caño Viejo Las Lamas        | 26 de mayo | 15:00   | Sin transmisión |
| 'Atlético Nacional' | 6 : 0     | Sellos Colombianos | Sede Deportiva Atlético Nacional | 27 de mayo | 10:00   | Sin transmisión |
| 'Envigado F. C.'    | 2 : 0     | Itagüí Leones      | Estadio El Dorado                | 27 de mayo | 13:00   | Sin transmisión |

| Fecha 9            | Fecha 9   | Fecha 9             | Fecha 9                     | Fecha 9    | Fecha 9 | Fecha 9         |
| Local              | Resultado | Visitante           | Lugar                       | Fecha      | Hora    | Transmisión     |
| ------------------ | --------- | ------------------- | --------------------------- | ---------- | ------- | --------------- |
| Itagüí Leones      | 2 : 3     | Total Soccer        | Estadio Municipal de Itagüí | 2 de junio | 12:00   | Sin transmisión |
| Águilas Doradas    | 0 : 0     | Jaguares de Córdoba | Campo Santander             | 2 de junio | 12:00   | Sin transmisión |
| Sellos Colombianos | 0 : 1     | 'Envigado F. C.'    | Cancha Zona Sur (Sabaneta)  | 3 de junio | 9:00    | Sin transmisión |
| 'DIM'              | 2 : 0     | Tiendas Margos      | Sede Deportiva Raúl Giraldo | 3 de junio | 10:00   | Sin transmisión |
| Turbo F. C.        | 3 : 1     | Atlético Nacional   | Estadio John Jairo Tréllez  | 4 de junio | 14:00   | Sin transmisión |

| Fecha 10            | Fecha 10  | Fecha 10            | Fecha 10                         | Fecha 10    | Fecha 10 | Fecha 10        |
| Local               | Resultado | Visitante           | Lugar                            | Fecha       | Hora     | Transmisión     |
| ------------------- | --------- | ------------------- | -------------------------------- | ----------- | -------- | --------------- |
| 'Atlético Nacional' | 4 : 1     | Jaguares de Córdoba | Sede Deportiva Atlético Nacional | 14 de junio | 10:30    | Sin transmisión |
| Itagüí Leones       | 2 : 2     | Tiendas Margos      | Estadio Municipal de Itagüí      | 16 de junio | 10:00    | Sin transmisión |
| Sellos Colombianos  | 1 : 5     | Total Soccer        | Cancha Zona Sur (Sabaneta)       | 17 de junio | 9:00     | Sin transmisión |
| Turbo F. C.         | 0 : 0     | Envigado F. C.      | Estadio John Jairo Tréllez       | 18 de junio | 15:00    | Sin transmisión |
| 'DIM'               | 4 : 1     | Águilas Doradas     | Estadio Atanasio Girardot        | 19 de junio | 14:00    | Win Sports+     |

| Fecha 11            | Fecha 11  | Fecha 11            | Fecha 11                  | Fecha 11    | Fecha 11 | Fecha 11        |
| Local               | Resultado | Visitante           | Lugar                     | Fecha       | Hora     | Transmisión     |
| ------------------- | --------- | ------------------- | ------------------------- | ----------- | -------- | --------------- |
| Águilas Doradas     | 3 : 2     | Itagüí Leones       | Campo Santander           | 23 de junio | 10:00    | Sin transmisión |
| Tiendas Margos      | 3 : 1     | Sellos Colombianos  | Estadio El Dorado         | 23 de junio | 10:00    | Sin transmisión |
| Total Soccer        | 0 : 1     | Turbo F. C.         | Cancha María Auxiliadora  | 23 de junio | 11:00    | Sin transmisión |
| Envigado F. C.      | 0 : 1     | 'Atlético Nacional' | Estadio El Dorado         | 23 de junio | 12:00    | Sin transmisión |
| Jaguares de Córdoba | 1 : 2     | 'DIM'               | Sede Caño Viejo Las Lamas | 24 de junio | 11:00    | Sin transmisión |

| Fecha 12            | Fecha 12  | Fecha 12            | Fecha 12                         | Fecha 12    | Fecha 12 | Fecha 12        |
| Local               | Resultado | Visitante           | Lugar                            | Fecha       | Hora     | Transmisión     |
| ------------------- | --------- | ------------------- | -------------------------------- | ----------- | -------- | --------------- |
| 'Atlético Nacional' | 4 : 1     | Total Soccer        | Sede Deportiva Atlético Nacional | 30 de junio | 10:00    | Sin transmisión |
| Sellos Colombianos  | 2 : 3     | Águilas Doradas     | Cancha Zona Sur (Sabaneta)       | 30 de junio | 11:15    | Sin transmisión |
| Itagüí Leones       | 0 : 3     | 'DIM'               | Estadio Municipal de Itagüí      | 1 de julio  | 10:00    | Sin transmisión |
| Turbo F. C.         | 0 : 0     | Tiendas Margos      | Estadio John Jairo Tréllez       | 2 de julio  | 14:00    | Sin transmisión |
| 'Envigado F. C.'    | 3 : 0     | Jaguares de Córdoba | Estadio Polideportivo Sur        | 7 de agosto | 10:00    | Sin transmisión |

| Fecha 13            | Fecha 13  | Fecha 13            | Fecha 13                    | Fecha 13    | Fecha 13 | Fecha 13        |
| Local               | Resultado | Visitante           | Lugar                       | Fecha       | Hora     | Transmisión     |
| ------------------- | --------- | ------------------- | --------------------------- | ----------- | -------- | --------------- |
| Tiendas Margos      | 1 : 2     | 'Atlético Nacional' | Estadio El Dorado           | 21 de julio | 10:00    | Sin transmisión |
| Total Soccer        | 2 : 4     | 'Envigado F. C.'    | Cancha María Auxiliadora    | 21 de julio | 11:30    | Sin transmisión |
| Águilas Doradas     | 2 : 0     | Turbo F. C.         | Campo Santander             | 21 de julio | 12:00    | Sin transmisión |
| DIM                 | 0 : 0     | Sellos Colombianos  | Sede Deportiva Raúl Giraldo | 22 de julio | 12:00    | Sin transmisión |
| Jaguares de Córdoba | 2 : 1     | Itagüí Leones       | Sede Caño Viejo Las Lamas   | 22 de julio | 15:00    | Sin transmisión |

| Fecha 14           | Fecha 14  | Fecha 14            | Fecha 14                         | Fecha 14    | Fecha 14 | Fecha 14        |
| Local              | Resultado | Visitante           | Lugar                            | Fecha       | Hora     | Transmisión     |
| ------------------ | --------- | ------------------- | -------------------------------- | ----------- | -------- | --------------- |
| 'Envigado F. C.'   | 1 : 0     | Tiendas Margos      | Estadio El Dorado                | 28 de julio | 10:00    | Sin transmisión |
| Sellos Colombianos | 3 : 2     | Itagüí Leones       | Cancha Zona Sur (Sabaneta)       | 28 de julio | 11:15    | Sin transmisión |
| Total Soccer       | 1 : 1     | Jaguares de Córdoba | Cancha María Auxiliadora         | 28 de julio | 12:00    | Sin transmisión |
| Atlético Nacional  | 2 : 3     | Águilas Doradas     | Sede Deportiva Atlético Nacional | 29 de julio | 10:30    | Sin transmisión |
| Turbo F. C.        | 4 : 2     | DIM                 | Estadio John Jairo Tréllez       | 30 de julio | 15:00    | Sin transmisión |

| Fecha 15            | Fecha 15  | Fecha 15            | Fecha 15                    | Fecha 15     | Fecha 15 | Fecha 15        |
| Local               | Resultado | Visitante           | Lugar                       | Fecha        | Hora     | Transmisión     |
| ------------------- | --------- | ------------------- | --------------------------- | ------------ | -------- | --------------- |
| Tiendas Margos      | 4 : 1     | Total Soccer        | Estadio El Dorado           | 11 de agosto | 10:00    | Sin transmisión |
| Águilas Doradas     | 2 : 1     | Envigado F. C.      | Campo Santander             | 11 de agosto | 12:00    | Sin transmisión |
| Itagüí Leones       | 1 : 2     | Turbo F. C.         | Estadio Municipal de Itagüí | 11 de agosto | 12:00    | Sin transmisión |
| Jaguares de Córdoba | 3 : 0     | Sellos Colombianos  | Sede Caño Viejo Las Lamas   | 12 de agosto | 15:00    | Sin transmisión |
| DIM                 | 1 : 3     | 'Atlético Nacional' | Estadio Atanasio Girardot   | 15 de agosto | 17:30    | Win Sports+     |

| Fecha 16          | Fecha 16  | Fecha 16            | Fecha 16                         | Fecha 16     | Fecha 16 | Fecha 16        |
| Local             | Resultado | Visitante           | Lugar                            | Fecha        | Hora     | Transmisión     |
| ----------------- | --------- | ------------------- | -------------------------------- | ------------ | -------- | --------------- |
| Total Soccer      | 0 : 4     | Águilas Doradas     | Cancha María Auxiliadora         | 18 de agosto | 11:30    | Sin transmisión |
| Tiendas Margos    | 4 : 0     | Jaguares de Córdoba | Estadio El Dorado                | 18 de agosto | 16:00    | Sin transmisión |
| Atlético Nacional | 3 : 5     | 'Itagüí Leones'     | Sede Deportiva Atlético Nacional | 19 de agosto | 10:30    | Sin transmisión |
| Envigado F. C.    | 0 : 1     | 'DIM'               | Estadio El Dorado                | 19 de agosto | 11:00    | Sin transmisión |
| Turbo F. C.       | 1 : 1     | Sellos Colombianos  | Estadio John Jairo Tréllez       | 20 de agsoto | 15:00    | Sin transmisión |

| Fecha 17           | Fecha 17  | Fecha 17            | Fecha 17                    | Fecha 17     | Fecha 17 | Fecha 17        |
| Local              | Resultado | Visitante           | Lugar                       | Fecha        | Hora     | Transmisión     |
| ------------------ | --------- | ------------------- | --------------------------- | ------------ | -------- | --------------- |
| Sellos Colombianos | 0 : 4     | 'Atlético Nacional' | Cancha Zona Sur (Sabaneta)  | 25 de agosto | 11:15    | Sin transmisión |
| Itagüí Leones      | 1 : 1     | Envigado F. C.      | Estadio Municipal de Itagüí | 25 de agosto | 12:00    | Sin transmisión |
| Águilas Doradas    | 1 : 1     | Tiendas Margos      | Campo Santander             | 25 de agosto | 12:00    | Sin transmisión |
| Turbo F. C.        | 0 : 3     | Jaguares de Córdoba | Estadio John Jairo Tréllez  | 25 de agosto | 14:00    | Sin transmisión |
| DIM                | 2 : 3     | Total Soccer        | Sede Deportiva Raúl Giraldo | 27 de agosto | 12:00    | Sin transmisión |

| Fecha 18            | Fecha 18  | Fecha 18           | Fecha 18                         | Fecha 18         | Fecha 18 | Fecha 18        |
| Local               | Resultado | Visitante          | Lugar                            | Fecha            | Hora     | Transmisión     |
| ------------------- | --------- | ------------------ | -------------------------------- | ---------------- | -------- | --------------- |
| 'Envigado F. C.'    | 2 : 0     | Sellos Colombianos | Estadio El Dorado                | 8 de septiembre  | 12:00    | Sin transmisión |
| 'Atlético Nacional' | 9 : 0     | Turbo F. C.        | Sede Deportiva Atlético Nacional | 10 de septiembre | 10:00    | Sin transmisión |
| ‘Total Soccer’      | 3 : 0     | Itagüí Leones      | Cancha María Auxiliadora         | 10 de septiembre | 10:00    | Sin transmisión |
| Tiendas Margos      | 0 : 3     | 'DIM'              | Estadio El Dorado                | 10 de septiembre | 10:00    | Sin transmisión |
| Jaguares de Córdoba | 0 : 1     | ‘Águilas Doradas’  | Sede Caño Viejo Las Lamas        | 10 de septiembre | 10:00    | Sin transmisión |

### Grupo C
| Pos | Equipos              | PTS | PG | PE | PP | PJ | GF | GC | Dif. |
| --- | -------------------- | --- | -- | -- | -- | -- | -- | -- | ---- |
| 1.  | Cortuluá             | 42  | 13 | 3  | 2  | 18 | 28 | 12 | 16   |
| 2.  | América de Cali      | 32  | 8  | 8  | 2  | 18 | 26 | 10 | 16   |
| 3.  | Boca Juniors de Cali | 29  | 8  | 5  | 5  | 18 | 26 | 13 | 13   |
| 4.  | Orsomarso SC         | 25  | 7  | 4  | 7  | 18 | 22 | 22 | 0    |
| 5.  | Deportivo Pasto      | 25  | 6  | 7  | 5  | 17 | 20 | 21 | -1   |
| 6.  | Deportivo Pereira    | 20  | 5  | 5  | 8  | 18 | 18 | 19 | -1   |
| 7.  | Atlético F. C.       | 19  | 4  | 7  | 7  | 18 | 13 | 27 | -14  |
| 8.  | Deportivo Cali       | 18  | 4  | 6  | 8  | 18 | 12 | 16 | -4   |
| 9.  | Distrito F. C.       | 18  | 4  | 5  | 9  | 18 | 13 | 24 | -11  |
| 10. | Deportes Quindío     | 16  | 4  | 4  | 10 | 18 | 10 | 24 | -14  |

| Fecha 1              | Fecha 1   | Fecha 1           | Fecha 1                 | Fecha 1     | Fecha 1 | Fecha 1         |
| Local                | Resultado | Visitante         | Lugar                   | Fecha       | Hora    | Transmisión     |
| -------------------- | --------- | ----------------- | ----------------------- | ----------- | ------- | --------------- |
| Boca Juniors de Cali | 2 : 2     | América de Cali   | Sede Deportiva La Troja | 18 de marzo | 10:00   | Sin transmisión |
| Deportivo Cali       | 0 : 0     | Deportivo Pereira | La Casona de Pance      | 18 de marzo | 12:00   | Sin transmisión |
| Distrito F. C.       | 2 : 3     | 'Atlético F. C.'  | Sede Deportiva Comfandi | 18 de marzo | 14:00   | Sin transmisión |
| Orsomarso SC         | 0 : 5     | Cortuluá          | Club Campestre Palmira  | 18 de marzo | 14:00   | Sin transmisión |
| Deportivo Pasto      | 2 : 1     | Deportes Quindío  | Sede Deportivo Pasto    | 10 de junio | 11:00   | Sin transmisión |

| Fecha 2           | Fecha 2   | Fecha 2              | Fecha 2                      | Fecha 2     | Fecha 2 | Fecha 2         |
| Local             | Resultado | Visitante            | Lugar                        | Fecha       | Hora    | Transmisión     |
| ----------------- | --------- | -------------------- | ---------------------------- | ----------- | ------- | --------------- |
| Deportivo Pereira | 1 : 0     | Orsomarso SC         | Complejo Deportivo Cordep    | 24 de marzo | 10:00   | Sin transmisión |
| Atlético F. C.    | 0 : 0     | Boca Juniors de Cali | Sede Deportiva Comfandi      | 24 de marzo | 11:00   | Sin transmisión |
| Cortuluá          | 1 : 0     | Distrito F. C.       | Sede Deportiva Tres Esquinas | 25 de marzo | 10:00   | Sin transmisión |
| Deportes Quindío  | 0 : 2     | 'Deportivo Cali'     | Sede Deportiva La Troja      | 25 de marzo | 10:00   | Sin transmisión |
| América de Cali   | 0 : 0     | Deportivo Pasto      | Sede Deportiva La Candela    | 6 de mayo   | 12:00   | Sin transmisión |

| Fecha 3              | Fecha 3   | Fecha 3           | Fecha 3                    | Fecha 3     | Fecha 3 | Fecha 3         |
| Local                | Resultado | Visitante         | Lugar                      | Fecha       | Hora    | Transmisión     |
| -------------------- | --------- | ----------------- | -------------------------- | ----------- | ------- | --------------- |
| Boca Juniors de Cali | 1 : 2     | Cortuluá          | Sede Deportiva La Troja    | 14 de abril | 11:00   | Sin transmisión |
| 'América de Cali'    | 2 : 1     | Atlético F. C.    | Sede Deportiva La Candela  | 15 de abril | 11:30   | Sin transmisión |
| Distrito F. C.       | 1 : 4     | Deportivo Pereira | Sede Deportiva La Troja    | 15 de abril | 12:00   | Sin transmisión |
| 'Orsomarso SC'       | 3 : 0     | Deportes Quindío  | Sede Deportiva Águila Roja | 16 de abril | 14:00   | Sin transmisión |
| Deportivo Pasto      | 1 : 1     | Deportivo Cali    | Sede Deportivo Pasto       | 13 de junio | 12:00   | Sin transmisión |

| Fecha 4           | Fecha 4   | Fecha 4              | Fecha 4                   | Fecha 4     | Fecha 4 | Fecha 4         |
| Local             | Resultado | Visitante            | Lugar                     | Fecha       | Hora    | Transmisión     |
| ----------------- | --------- | -------------------- | ------------------------- | ----------- | ------- | --------------- |
| Deportivo Cali    | 1 : 2     | 'Orsomarso SC'       | La Casona de Pance        | 21 de abril | 12:00   | Sin transmisión |
| Cortuluá          | 1 : 0     | América de Cali      | Estadio Raúl Miranda      | 22 de abril | 10:30   | Win Sports+     |
| Deportivo Pereira | 1 : 2     | Boca Juniors de Cali | Complejo Deportivo Cordep | 22 de abril | 11:10   | Sin transmisión |
| 'Atlético F. C.'  | 1 : 0     | Deportivo Pasto      | Sede Deportiva Comfandi   | 22 de abril | 15:00   | Sin transmisión |
| Deportes Quindío  | 2 : 1     | Distrito F. C.       | Sede Deportiva La Troja   | 8 de julio  | 11:00   | Sin transmisión |

| Fecha 5              | Fecha 5   | Fecha 5           | Fecha 5                   | Fecha 5     | Fecha 5 | Fecha 5         |
| Local                | Resultado | Visitante         | Lugar                     | Fecha       | Hora    | Transmisión     |
| -------------------- | --------- | ----------------- | ------------------------- | ----------- | ------- | --------------- |
| Atlético F. C.       | 1 : 1     | Cortuluá          | Sede Deportiva Comfandi   | 28 de abril | 10:00   | Sin transmisión |
| Deportivo Pasto      | 0 : 0     | Orsomarso SC      | Sede Deportivo Pasto      | 29 de abril | 10:30   | Sin transmisión |
| 'América de Cali'    | 4 : 0     | Deportivo Pereira | Sede Deportiva La Candela | 29 de abril | 11:00   | Sin transmisión |
| Boca Juniors de Cali | 0 : 1     | Deportes Quindío  | Sede Deportiva La Troja   | 29 de abril | 12:00   | Sin transmisión |
| Distrito F. C.       | 0 : 0     | Deportivo Cali    | Sede Deportiva La Troja   | 5 de mayo   | 15:30   | Sin transmisión |

| Fecha 6           | Fecha 6   | Fecha 6              | Fecha 6                      | Fecha 6    | Fecha 6 | Fecha 6         |
| Local             | Resultado | Visitante            | Lugar                        | Fecha      | Hora    | Transmisión     |
| ----------------- | --------- | -------------------- | ---------------------------- | ---------- | ------- | --------------- |
| Deportivo Pereira | 3 : 0     | Atlético F. C.       | Complejo Deportivo Cordep    | 12 de mayo | 10:00   | Sin transmisión |
| Deportivo Cali    | 0 : 2     | Boca Juniors de Cali | La Casona de Pance           | 12 de mayo | 11:00   | Sin transmisión |
| Deportes Quindío  | 0 : 2     | 'América de Cali'    | Sede Deportiva La Troja      | 13 de mayo | 9:00    | Sin transmisión |
| 'Orsomarso SC'    | 2 : 0     | Distrito F. C.       | Sede Deportiva Águila Roja   | 13 de mayo | 10:00   | Sin transmisión |
| Cortuluá          | 2 : 2     | Deportivo Pasto      | Sede Deportiva Tres Esquinas | 14 de mayo | 16:00   | Sin transmisión |

| Fecha 7              | Fecha 7   | Fecha 7           | Fecha 7                           | Fecha 7     | Fecha 7 | Fecha 7         |
| Local                | Resultado | Visitante         | Lugar                             | Fecha       | Hora    | Transmisión     |
| -------------------- | --------- | ----------------- | --------------------------------- | ----------- | ------- | --------------- |
| Atlético F. C.       | 0 : 0     | Deportes Quindío  | Sede Deportiva Comfandi           | 19 de mayo  | 10:00   | Sin transmisión |
| Deportivo Pasto      | 0 : 0     | Distrito F. C.    | Sede Deportivo Pasto              | 20 de mayo  | 11:00   | Sin transmisión |
| Boca Juniors de Cali | 3 : 0     | Orsomarso SC      | Sede Deportiva La Troja           | 20 de mayo  | 12:00   | Sin transmisión |
| América de Cali      | 0 : 0     | Deportivo Cali    | Estadio Olímpico Pascual Guerrero | 23 de mayo  | 19:30   | Win Sports+     |
| Cortuluá             | 1 : 0     | Deportivo Pereira | Sede Deportiva Tres Esquinas      | 10 de junio | 10:00   | Sin transmisión |

| Fecha 8          | Fecha 8   | Fecha 8              | Fecha 8                    | Fecha 8    | Fecha 8 | Fecha 8         |
| Local            | Resultado | Visitante            | Lugar                      | Fecha      | Hora    | Transmisión     |
| ---------------- | --------- | -------------------- | -------------------------- | ---------- | ------- | --------------- |
| Deportivo Cali   | 2 : 2     | Atlético F. C.       | La Casona de Pance         | 26 de mayo | 11:00   | Sin transmisión |
| Distrito F. C.   | 0 : 3     | Boca Juniors de Cali | Sede Deportiva La Troja    | 27 de mayo | 9:00    | Sin transmisión |
| Deportes Quindío | 0 : 2     | Cortuluá             | Sede Deportiva La Troja    | 27 de mayo | 11:00   | Sin transmisión |
| Deportivo Pasto  | 1 : 4     | Deportivo Pereira    | Sede Deportivo Pasto       | 27 de mayo | 13:00   | Sin transmisión |
| Orsomarso SC     | 1 : 1     | América de Cali      | Sede Deportiva Águila Roja | 28 de mayo | 14:00   | Sin transmisión |

| Fecha 9              | Fecha 9   | Fecha 9          | Fecha 9                         | Fecha 9    | Fecha 9 | Fecha 9         |
| Local                | Resultado | Visitante        | Lugar                           | Fecha      | Hora    | Transmisión     |
| -------------------- | --------- | ---------------- | ------------------------------- | ---------- | ------- | --------------- |
| Atlético F. C.       | 0 : 2     | 'Orsomarso SC'   | Sede Deportiva Comfandi         | 2 de junio | 10:00   | Sin transmisión |
| Deportivo Pereira    | 1 : 2     | Deportes Quindío | Estadio Hernán Ramírez Villegas | 2 de junio | 19:30   | Win Sports+     |
| América de Cali      | 0 : 0     | Distrito F. C.   | Sede Deportiva La Candela       | 3 de junio | 11:00   | Sin transmisión |
| Boca Juniors de Cali | 4 : 1     | Deportivo Pasto  | Sede Deportiva La Troja         | 3 de junio | 11:00   | Sin transmisión |
| Cortuluá             | 2 : 1     | Deportivo Cali   | Estadio Raúl Miranda            | 3 de junio | 15:00   | Sin transmisión |

| Fecha 10          | Fecha 10  | Fecha 10             | Fecha 10                  | Fecha 10    | Fecha 10 | Fecha 10        |
| Local             | Resultado | Visitante            | Lugar                     | Fecha       | Hora     | Transmisión     |
| ----------------- | --------- | -------------------- | ------------------------- | ----------- | -------- | --------------- |
| Atlético F. C.    | 1 : 1     | Distrito F. C.       | Sede Deportiva Comfandi   | 16 de junio | 10:00    | Sin transmisión |
| Deportivo Pereira | 0 : 1     | 'Deportivo Cali'     | Complejo Deportivo Cordep | 16 de junio | 12:00    | Sin transmisión |
| Deportes Quindío  | 0 : 0     | Deportivo Pasto      | Sede Deportiva La Troja   | 17 de junio | 9:00     | Sin transmisión |
| América de Cali   | 1 : 1     | Boca Juniors de Cali | Sede Deportiva La Candela | 17 de junio | 10:30    | Sin transmisión |
| Cortuluá          | 2 : 0     | Orsomarso SC         | Estadio Raúl Miranda      | 17 de junio | 15:00    | Sin transmisión |

| Fecha 11             | Fecha 11  | Fecha 11          | Fecha 11                   | Fecha 11    | Fecha 11 | Fecha 11        |
| Local                | Resultado | Visitante         | Lugar                      | Fecha       | Hora     | Transmisión     |
| -------------------- | --------- | ----------------- | -------------------------- | ----------- | -------- | --------------- |
| Distrito F. C.       | 1 : 2     | Cortuluá          | Sede Deportiva Comfandi    | 23 de junio | 10:00    | Sin transmisión |
| Boca Juniors de Cali | 4 : 0     | Atlético F. C.    | Sede Deportiva La Troja    | 23 de junio | 11:00    | Sin transmisión |
| 'Deportivo Cali'     | 2 : 0     | Deportes Quindío  | La Casona de Pance         | 23 de junio | 12:00    | Sin transmisión |
| Deportivo Pasto      | 2 : 1     | América de Cali   | Sede Deportivo Pasto       | 24 de junio | 9:00     | Sin transmisión |
| Orsomarso SC         | 1 : 1     | Deportivo Pereira | Sede Deportiva Águila Roja | 24 de junio | 10:00    | Sin transmisión |

| Fecha 12          | Fecha 12  | Fecha 12             | Fecha 12                     | Fecha 12    | Fecha 12 | Fecha 12        |
| Local             | Resultado | Visitante            | Lugar                        | Fecha       | Hora     | Transmisión     |
| ----------------- | --------- | -------------------- | ---------------------------- | ----------- | -------- | --------------- |
| Atlético F. C.    | 1 : 1     | América de Cali      | Sede Deportiva Comfandi      | 30 de junio | 10:00    | Sin transmisión |
| Cortuluá          | 0 : 0     | Boca Juniors de Cali | Sede Deportiva Tres Esquinas | 1 de julio  | 10:00    | Sin transmisión |
| Deportes Quindío  | 1 : 0     | Orsomarso SC         | Sede Deportiva La Troja      | 1 de julio  | 11:00    | Sin transmisión |
| Deportivo Cali    | 0 : 2     | Deportivo Pasto      | Estadio Deportivo Cali       | 2 de julio  | 16:00    | Win Sports+     |
| Deportivo Pereira | 0 : 0     | Distrito F. C.       | Complejo Deportivo Cordep    | 14 de julio | 11:00    | Sin transmisión |

| Fecha 13             | Fecha 13  | Fecha 13          | Fecha 13                   | Fecha 13    | Fecha 13 | Fecha 13        |
| Local                | Resultado | Visitante         | Lugar                      | Fecha       | Hora     | Transmisión     |
| -------------------- | --------- | ----------------- | -------------------------- | ----------- | -------- | --------------- |
| Distrito F. C.       | 3 : 0     | Deportes Quindío  | Sede Deportiva Comfandi    | 21 de julio | 10:00    | Sin transmisión |
| Deportivo Pasto      | 3 : 0     | Atlético F. C.    | Sede Deportivo Pasto       | 22 de julio | 10:00    | Sin transmisión |
| 'América de Cali'    | 3 : 0     | Cortuluá          | Sede Deportiva La Candela  | 22 de julio | 11:00    | Sin transmisión |
| Boca Juniors de Cali | 0 : 1     | Deportivo Pereira | Sede Deportiva La Troja    | 22 de julio | 11:00    | Sin transmisión |
| Orsomarso SC         | 0 : 1     | 'Deportivo Cali'  | Sede Deportiva Águila Roja | 23 de julio | 15:00    | Sin transmisión |

| Fecha 14          | Fecha 14  | Fecha 14             | Fecha 14                   | Fecha 14    | Fecha 14 | Fecha 14        |
| Local             | Resultado | Visitante            | Lugar                      | Fecha       | Hora     | Transmisión     |
| ----------------- | --------- | -------------------- | -------------------------- | ----------- | -------- | --------------- |
| Deportivo Pereira | 0 : 2     | 'América de Cali'    | Complejo Deportivo Cordep  | 28 de julio | 10:00    | Sin transmisión |
| Deportes Quindío  | 1 : 2     | Boca Juniors de Cali | Sede Deportiva La Troja    | 28 de julio | 10:00    | Sin transmisión |
| Deportivo Cali    | 0 : 1     | Distrito F. C.       | La Casona de Pance         | 28 de julio | 10:00    | Sin transmisión |
| Cortuluá          | 3 : 0     | Atlético F. C.       | Estadio Doce de Octubre    | 29 de julio | 10:00    | Sin transmisión |
| 'Orsomarso SC'    | 4 : 1     | Deportivo Pasto      | Sede Deportiva Águila Roja | 30 de julio | 10:00    | Sin transmisión |

| Fecha 15             | Fecha 15  | Fecha 15          | Fecha 15                  | Fecha 15     | Fecha 15 | Fecha 15        |
| Local                | Resultado | Visitante         | Lugar                     | Fecha        | Hora     | Transmisión     |
| -------------------- | --------- | ----------------- | ------------------------- | ------------ | -------- | --------------- |
| Distrito F. C.       | 0 : 3     | 'Orsomarso SC'    | Sede Deportiva La Troja   | 11 de agosto | 10:00    | Sin transmisión |
| Deportivo Pasto      | 2 : 0     | Cortuluá          | Sede Deportivo Pasto      | 12 de agosto | 11:00    | Sin transmisión |
| Boca Juniors de Cali | 1 : 0     | Deportivo Cali    | Sede Deportiva La Troja   | 12 de agosto | 11:00    | Sin transmisión |
| 'Atlético F. C.'     | 1 : 0     | Deportivo Pereira | Sede Deportiva Comfandi   | 13 de agosto | 15:00    | Sin transmisión |
| 'América de Cali'    | 2 : 1     | Deportes Quindío  | Sede Deportiva La Candela | 13 de agosto | 15:30    | Sin transmisión |

| Fecha 16          | Fecha 16  | Fecha 16             | Fecha 16                   | Fecha 16     | Fecha 16 | Fecha 16        |
| Local             | Resultado | Visitante            | Lugar                      | Fecha        | Hora     | Transmisión     |
| ----------------- | --------- | -------------------- | -------------------------- | ------------ | -------- | --------------- |
| Distrito F. C.    | 2 : 1     | Deportivo Pasto      | Sede Deportiva La Troja    | 18 de agosto | 10:00    | Sin transmisión |
| Deportes Quindío  | 0 : 0     | Atlético F. C.       | Sede Deportiva La Troja    | 18 de agosto | 15:00    | Sin transmisión |
| Deportivo Pereira | 0 : 1     | Cortuluá             | Finca Villa Patricia       | 19 de agosto | 11:00    | Sin transmisión |
| Deportivo Cali    | 0 : 0     | América de Cali      | Estadio Deportivo Cali     | 20 de agosto | 10:00    | Win Sports      |
| Orsomarso SC      | 1 : 1     | Boca Juniors de Cali | Sede Deportiva Águila Roja | 20 de agosto | 10:00    | Sin transmisión |

| Fecha 17             | Fecha 17  | Fecha 17         | Fecha 17                  | Fecha 17     | Fecha 17 | Fecha 17        |
| Local                | Resultado | Visitante        | Lugar                     | Fecha        | Hora     | Transmisión     |
| -------------------- | --------- | ---------------- | ------------------------- | ------------ | -------- | --------------- |
| Deportivo Pereira    | 1 : 1     | Deportivo Pasto  | Complejo Deportivo Cordep | 25 de agosto | 10:00    | Sin transmisión |
| Cortuluá             | 1 : 0     | Deportes Quindío | Estadio Doce de Octubre   | 25 de agosto | 10:00    | Sin transmisión |
| 'Atlético F. C.'     | 1 : 0     | Deportivo Cali   | Sede Deportiva Comfandi   | 25 de agosto | 10:00    | Sin transmisión |
| 'América de Cali'    | 3 : 0     | Orsomarso SC     | Sede Deportiva La Candela | 26 de agosto | 10:00    | Sin transmisión |
| Boca Juniors de Cali | 0 : 1     | Distrito F. C.   | Sede Deportiva La Troja   | 26 de agosto | 11:00    | Sin transmisión |

| Fecha 18          | Fecha 18  | Fecha 18             | Fecha 18                 | Fecha 18         | Fecha 18 | Fecha 18        |
| Local             | Resultado | Visitante            | Lugar                    | Fecha            | Hora     | Transmisión     |
| ----------------- | --------- | -------------------- | ------------------------ | ---------------- | -------- | --------------- |
| Deportes Quindío  | 1 : 1     | Deportivo Pereira    | Sede Deportiva La Troja  | 9 de septiembre  | 11:00    | Sin transmisión |
| Deportivo Cali    | 1 : 2     | Cortuluá             | La Casona de Pance       | 10 de septiembre | 10:00    | Sin transmisión |
| 'Orsomarso SC'    | 3 : 1     | Atlético F. C.       | Sede Deportiva Orsomarso | 10 de septiembre | 10:00    | Sin transmisión |
| Distrito F. C.    | 0 : 2     | 'América de Cali'    | Sede Deportiva Comfandi  | 10 de septiembre | 10:00    | Sin transmisión |
| ‘Deportivo Pasto’ | 1 : 0     | Boca Juniors de Cali | Sede Deportivo Pasto     | 10 de septiembre | 10:00    | Sin transmisión |

### Grupo D
| Pos | Equipos            | PTS | PG | PE | PP | PJ | GF | GC | Dif. |
| --- | ------------------ | --- | -- | -- | -- | -- | -- | -- | ---- |
| 1.  | Barranquilla F. C. | 37  | 11 | 4  | 3  | 18 | 46 | 16 | 30   |
| 2.  | Junior             | 35  | 10 | 5  | 3  | 18 | 32 | 21 | 11   |
| 3.  | Real Cartagena     | 33  | 9  | 6  | 3  | 18 | 39 | 21 | 18   |
| 4.  | Costa Azul         | 30  | 9  | 3  | 6  | 18 | 26 | 23 | 3    |
| 5.  | Unión Magdalena    | 25  | 6  | 7  | 5  | 18 | 28 | 28 | 0    |
| 6.  | Academia Crespo    | 24  | 6  | 6  | 6  | 18 | 18 | 20 | -2   |
| 7.  | Fusión Caribe      | 21  | 5  | 6  | 7  | 18 | 16 | 19 | -3   |
| 8.  | Deportivo Galapa   | 20  | 6  | 2  | 10 | 18 | 24 | 44 | -20  |
| 9.  | Valledupar F. C.   | 11  | 2  | 5  | 11 | 18 | 21 | 35 | -14  |
| 10. | Atlético Zamba     | 10  | 2  | 4  | 12 | 18 | 22 | 45 | -23  |

| Fecha 1            | Fecha 1   | Fecha 1          | Fecha 1                | Fecha 1     | Fecha 1 | Fecha 1         |
| Local              | Resultado | Visitante        | Lugar                  | Fecha       | Hora    | Transmisión     |
| ------------------ | --------- | ---------------- | ---------------------- | ----------- | ------- | --------------- |
| Barranquilla F. C. | 0 : 1     | Academia Crespo  | Sede Deportiva Bomboná | 17 de marzo | 10:00   | Sin transmisión |
| 'Junior'           | 3 : 1     | Deportivo Galapa | Sede Deportiva Bomboná | 18 de marzo | 10:00   | Sin transmisión |
| 'Valledupar F. C.' | 1 : 0     | Costa Azul       | Cancha Barrio Panamá   | 20 de marzo | 10:00   | Sin transmisión |
| Unión Magdalena    | 0 : 0     | Fusión Caribe    | Estadio Polisur        | 20 de marzo | 16:15   | Sin transmisión |
| Real Cartagena     | 4 : 0     | Atlético Zamba   | Finca Villa Yadira     | 21 de marzo | 10:00   | Sin transmisión |

| Fecha 2          | Fecha 2   | Fecha 2            | Fecha 2                           | Fecha 2     | Fecha 2 | Fecha 2         |
| Local            | Resultado | Visitante          | Lugar                             | Fecha       | Hora    | Transmisión     |
| ---------------- | --------- | ------------------ | --------------------------------- | ----------- | ------- | --------------- |
| Academia Crespo  | 1 : 2     | Real Cartagena     | Cancha La Nube                    | 24 de marzo | 13:15   | Sin transmisión |
| Costa Azul       | 0 : 1     | Unión Magdalena    | Estadio Lulio González            | 25 de marzo | 11:00   | Sin transmisión |
| Fusión Caribe    | 0 : 0     | Junior             | Estadio Moderno Julio Torres      | 26 de marzo | 10:00   | Sin transmisión |
| Deportivo Galapa | 3 : 2     | Barranquilla F. C. | Polideportivo de Galapa           | 26 de marzo | 11:30   | Sin transmisión |
| Atlético Zamba   | 1 : 1     | Valledupar F. C.   | Centro Recreacional Los Flamingos | 26 de marzo | 12:00   | Sin transmisión |

| Fecha 3            | Fecha 3   | Fecha 3         | Fecha 3                 | Fecha 3     | Fecha 3 | Fecha 3         |
| Local              | Resultado | Visitante       | Lugar                   | Fecha       | Hora    | Transmisión     |
| ------------------ | --------- | --------------- | ----------------------- | ----------- | ------- | --------------- |
| Valledupar F. C.   | 2 : 2     | Academia Crespo | Cancha Barrio Panamá    | 14 de abril | 10:00   | Sin transmisión |
| Barranquilla F. C. | 0 : 0     | Real Cartagena  | Sede Deportiva Bomboná  | 14 de abril | 10:00   | Sin transmisión |
| 'Junior'           | 3 : 2     | Costa Azul      | Sede Deportiva Bomboná  | 15 de abril | 9:00    | Sin transmisión |
| Unión Magdalena    | 2 : 1     | Atlético Zamba  | Estadio Polisur         | 15 de abril | 13:40   | Sin transmisión |
| Deportivo Galapa   | 0 : 1     | Fusión Caribe   | Polideportivo de Galapa | 16 de abril | 11:35   | Sin transmisión |

| Fecha 4         | Fecha 4   | Fecha 4            | Fecha 4                           | Fecha 4     | Fecha 4 | Fecha 4         |
| Local           | Resultado | Visitante          | Lugar                             | Fecha       | Hora    | Transmisión     |
| --------------- | --------- | ------------------ | --------------------------------- | ----------- | ------- | --------------- |
| Real Cartagena  | 2 : 2     | Valledupar F. C.   | Finca Villa Yadira                | 21 de abril | 14:00   | Sin transmisión |
| 'Costa Azul'    | 3 : 2     | Deportivo Galapa   | Estadio Moderno Julio Torres      | 23 de abril | 10:00   | Sin transmisión |
| Academia Crespo | 2 : 0     | Unión Magdalena    | Cancha La Nube                    | 23 de abril | 11:00   | Sin transmisión |
| Atlético Zamba  | 0 : 1     | 'Junior'           | Centro Recreacional Los Flamingos | 23 de abril | 12:00   | Sin transmisión |
| Fusión Caribe   | 0 : 0     | Barranquilla F. C. | Estadio Moderno Julio Torres      | 23 de abril | 14:00   | Sin transmisión |

| Fecha 5              | Fecha 5   | Fecha 5          | Fecha 5                      | Fecha 5     | Fecha 5 | Fecha 5         |
| Local                | Resultado | Visitante        | Lugar                        | Fecha       | Hora    | Transmisión     |
| -------------------- | --------- | ---------------- | ---------------------------- | ----------- | ------- | --------------- |
| Unión Magdalena      | 2 : 2     | Real Cartagena   | Estadio Polisur              | 28 de abril | 12:00   | Sin transmisión |
| 'Junior'             | 2 : 0     | Academia Crespo  | Sede Deportiva Bomboná       | 29 de abril | 10:00   | Sin transmisión |
| 'Barranquilla F. C.' | 4 : 1     | Valledupar F. C. | Sede Deportiva Bomboná       | 30 de abril | 10:00   | Sin transmisión |
| Deportivo Galapa     | 3 : 2     | Atlético Zamba   | Polideportivo de Galapa      | 30 de abril | 11:35   | Sin transmisión |
| Fusión Caribe        | 2 : 3     | 'Costa Azul'     | Estadio Moderno Julio Torres | 30 de abril | 14:00   | Sin transmisión |

| Fecha 6          | Fecha 6   | Fecha 6              | Fecha 6                           | Fecha 6    | Fecha 6 | Fecha 6         |
| Local            | Resultado | Visitante            | Lugar                             | Fecha      | Hora    | Transmisión     |
| ---------------- | --------- | -------------------- | --------------------------------- | ---------- | ------- | --------------- |
| Academia Crespo  | 2 : 0     | Deportivo Galapa     | Cancha La Nube                    | 12 de mayo | 10:00   | Sin transmisión |
| Real Cartagena   | 2 : 3     | 'Junior'             | Finca Villa Yadira                | 12 de mayo | 10:00   | Sin transmisión |
| Valledupar F. C. | 0 : 1     | Unión Magdalena      | Cancha Barrio Panamá              | 12 de mayo | 13:30   | Sin transmisión |
| Atlético Zamba   | 1 : 2     | Fusión Caribe        | Centro Recreacional Los Flamingos | 14 de mayo | 16:00   | Sin transmisión |
| Costa Azul       | 1 : 3     | 'Barranquilla F. C.' | Estadio Moderno Julio Torres      | 14 de mayo | 16:00   | Sin transmisión |

| Fecha 7              | Fecha 7   | Fecha 7          | Fecha 7                      | Fecha 7    | Fecha 7 | Fecha 7         |
| Local                | Resultado | Visitante        | Lugar                        | Fecha      | Hora    | Transmisión     |
| -------------------- | --------- | ---------------- | ---------------------------- | ---------- | ------- | --------------- |
| 'Junior'             | 3 : 1     | Valledupar F. C. | Sede Deportiva Bomboná       | 20 de mayo | 11:00   | Sin transmisión |
| Deportivo Galapa     | 2 : 5     | Real Cartagena   | Polideportivo de Galapa      | 20 de mayo | 11:30   | Sin transmisión |
| 'Barranquilla F. C.' | 5 : 1     | Unión Magdalena  | Sede Deportiva Bomboná       | 21 de mayo | 10:30   | Sin transmisión |
| Fusión Caribe        | 0 : 0     | Academia Crespo  | Estadio Moderno Julio Torres | 21 de mayo | 16:00   | Sin transmisión |
| 'Costa Azul'         | 2 : 1     | Atlético Zamba   | Estadio Moderno Julio Torres | 22 de mayo | 10:00   | Sin transmisión |

| Fecha 8            | Fecha 8   | Fecha 8          | Fecha 8                | Fecha 8    | Fecha 8 | Fecha 8         |
| Local              | Resultado | Visitante        | Lugar                  | Fecha      | Hora    | Transmisión     |
| ------------------ | --------- | ---------------- | ---------------------- | ---------- | ------- | --------------- |
| Real Cartagena     | 3 : 1     | Fusión Caribe    | Finca Villa Yadira     | 26 de mayo | 10:00   | Sin transmisión |
| Valledupar F. C.   | 2 : 3     | Deportivo Galapa | Cancha Barrio Panamá   | 26 de mayo | 10:00   | Sin transmisión |
| Unión Magdalena    | 2 : 3     | 'Junior'         | Estadio Sierra Nevada  | 26 de mayo | 19:30   | Win Sports+     |
| Academia Crespo    | 0 : 1     | 'Costa Azul'     | Cancha La Nube         | 27 de mayo | 10:00   | Sin transmisión |
| Barranquilla F. C. | 1 : 2     | Atlético Zamba   | Sede Deportiva Bomboná | 28 de mayo | 10:00   | Sin transmisión |

| Fecha 9          | Fecha 9   | Fecha 9              | Fecha 9                           | Fecha 9    | Fecha 9 | Fecha 9         |
| Local            | Resultado | Visitante            | Lugar                             | Fecha      | Hora    | Transmisión     |
| ---------------- | --------- | -------------------- | --------------------------------- | ---------- | ------- | --------------- |
| Fusión Caribe    | 2 . 0     | Valledupar F. C.     | Estadio Moderno Julio Torres      | 3 de junio | 10:00   | Sin transmisión |
| Deportivo Galapa | 2 : 1     | Unión Magdalena      | Polideportivo de Galapa           | 3 de junio | 10:00   | Sin transmisión |
| Junior           | 2 : 4     | 'Barranquilla F. C.' | Sede Deportiva Bomboná            | 4 de junio | 9:00    | Sin transmisión |
| Costa Azul       | 1 : 4     | Real Cartagena       | Estadio Moderno Julio Torres      | 4 de junio | 10:00   | Sin transmisión |
| Atlético Zamba   | 0 : 0     | Academia Crespo      | Centro Recreacional Los Flamingos | 4 de junio | 16:00   | Sin transmisión |

| Fecha 10         | Fecha 10  | Fecha 10             | Fecha 10                          | Fecha 10    | Fecha 10 | Fecha 10        |
| Local            | Resultado | Visitante            | Lugar                             | Fecha       | Hora     | Transmisión     |
| ---------------- | --------- | -------------------- | --------------------------------- | ----------- | -------- | --------------- |
| Deportivo Galapa | 0 : 4     | 'Junior'             | Polideportivo de Galapa           | 17 de junio | 10:00    | Sin transmisión |
| Fusión Caribe    | 1 : 2     | Unión Magdalena      | Estadio Moderno Julio Torres      | 17 de junio | 10:00    | Sin transmisión |
| Academia Crespo  | 0 : 4     | 'Barranquilla F. C.' | Cancha La Nube                    | 17 de junio | 10:00    | Sin transmisión |
| Atlético Zamba   | 1 : 1     | Real Cartagena       | Centro Recreacional Los Flamingos | 18 de junio | 10:00    | Sin transmisión |
| 'Costa Azul'     | 2 : 1     | Valledupar F. C.     | Estadio Moderno Julio Torres      | 11 de julio | 10:00    | Sin transmisión |

| Fecha 11             | Fecha 11  | Fecha 11         | Fecha 11               | Fecha 11    | Fecha 11 | Fecha 11        |
| Local                | Resultado | Visitante        | Lugar                  | Fecha       | Hora     | Transmisión     |
| -------------------- | --------- | ---------------- | ---------------------- | ----------- | -------- | --------------- |
| 'Junior'             | 1 : 0     | Fusión Caribe    | Sede Deportiva Bomboná | 22 de junio | 9:00     | Sin transmisión |
| 'Barranquilla F. C.' | 5 : 0     | Deportivo Galapa | Sede Deportiva Bomboná | 23 de junio | 10:00    | Sin transmisión |
| Unión Magdalena      | 1 : 1     | Costa Azul       | Estadio Sierra Nevada  | 23 de junio | 11:00    | Sin transmisión |
| Valledupar F. C.     | 0 : 1     | Atlético Zamba   | Cancha Barrio Panamá   | 23 de junio | 12:00    | Sin transmisión |
| Real Cartagena       | 0 : 0     | Academia Crespo  | Finca Villa Yadira     | 24 de junio | 10:00    | Sin transmisión |

| Fecha 12        | Fecha 12  | Fecha 12             | Fecha 12                          | Fecha 12    | Fecha 12 | Fecha 12        |
| Local           | Resultado | Visitante            | Lugar                             | Fecha       | Hora     | Transmisión     |
| --------------- | --------- | -------------------- | --------------------------------- | ----------- | -------- | --------------- |
| Academia Crespo | 2 : 2     | Valledupar F. C.     | Cancha La Nube                    | 30 de junio | 11:00    | Sin transmisión |
| Fusión Caribe   | 1 : 1     | Deportivo Galapa     | Estadio Moderno Julio Torres      | 2 de julio  | 14:00    | Sin transmisión |
| Real Cartagena  | 0 : 2     | 'Barranquilla F. C.' | Estadio Olímpico Jaime Morón      | 2 de julio  | 18:30    | Win Sports+     |
| Atlético Zamba  | 3 : 3     | Unión Magdalena      | Centro Recreacional Los Flamingos | 3 de julio  | 16:00    | Sin transmisión |
| Costa Azul      | 0 : 0     | Junior               | Estadio Moderno Julio Torres      | 16 de julio | 14:00    | Sin transmisión |

| Fecha 13           | Fecha 13  | Fecha 13        | Fecha 13                      | Fecha 13    | Fecha 13 | Fecha 13        |
| Local              | Resultado | Visitante       | Lugar                         | Fecha       | Hora     | Transmisión     |
| ------------------ | --------- | --------------- | ----------------------------- | ----------- | -------- | --------------- |
| Valledupar F. C.   | 2 : 3     | Real Cartagena  | Cancha Barrio Panamá          | 21 de julio | 8:30     | Sin transmisión |
| Unión Magdalena    | 2 : 3     | Academia Crespo | Sede Vacacional Los Trupillos | 21 de julio | 11:00    | Sin transmisión |
| Deportivo Galapa   | 1 : 1     | Costa Azul      | Polideportivo de Galapa       | 22 de julio | 10:00    | Sin transmisión |
| Barranquilla F. C. | 0 : 0     | Fusión Caribe   | Sede Deportiva Bomboná        | 23 de julio | 9:00     | Sin transmisión |
| 'Junior'           | 3 . 2     | Atlético Zamba  | Sede Deportiva Bomboná        | 23 de julio | 11:00    | Sin transmisión |

| Fecha 14         | Fecha 14  | Fecha 14             | Fecha 14                          | Fecha 14    | Fecha 14 | Fecha 14        |
| Local            | Resultado | Visitante            | Lugar                             | Fecha       | Hora     | Transmisión     |
| ---------------- | --------- | -------------------- | --------------------------------- | ----------- | -------- | --------------- |
| Valledupar F. C. | 1 : 2     | 'Barranquilla F. C.' | Cancha Barrio Panamá              | 28 de julio | 9:00     | Sin transmisión |
| Real Cartagena   | 2 : 2     | Unión Magdalena      | Finca Villa Yadira                | 28 de julio | 10:00    | Sin transmisión |
| Academia Crespo  | 0 : 0     | Junior               | Cancha La Nube                    | 29 de julio | 10:00    | Sin transmisión |
| 'Costa Azul'     | 2 : 1     | Fusión Caribe        | Estadio Moderno Julio Torres      | 30 de julio | 10:00    | Sin transmisión |
| Atlético Zamba   | 2 : 3     | Deportivo Galapa     | Centro Recreacional Los Flamingos | 30 de julio | 16:00    | Sin transmisión |

| Fecha 15             | Fecha 15  | Fecha 15          | Fecha 15                     | Fecha 15        | Fecha 15 | Fecha 15        |
| Local                | Resultado | Visitante         | Lugar                        | Fecha           | Hora     | Transmisión     |
| -------------------- | --------- | ----------------- | ---------------------------- | --------------- | -------- | --------------- |
| Unión Magdalena      | 1 : 1     | Valledupar F. C.  | Estadio Polisur              | 11 de agosto    | 11:00    | Sin transmisión |
| Fusión Caribe        | 4 : 3     | Atlético Zamba    | Estadio Moderno Julio Torres | 12 de agosto    | 10:00    | Sin transmisión |
| Junior               | 0 : 2     | Real Cartagena    | Sede Deportiva Bomboná       | 12 de agosto    | 10:00    | Sin transmisión |
| 'Barranquilla F. C.' | 2 : 1     | Costa Azul        | Sede Deportiva Bomboná       | 13 de agosto    | 9:00     | Sin transmisión |
| Deportivo Galapa     | 0 : 2     | 'Academia Crespo' | Polideportivo de Galapa      | 2 de septiembre | 10:00    | Sin transmisión |

| Fecha 16           | Fecha 16  | Fecha 16           | Fecha 16                          | Fecha 16     | Fecha 16 | Fecha 16        |
| Local              | Resultado | Visitante          | Lugar                             | Fecha        | Hora     | Transmisión     |
| ------------------ | --------- | ------------------ | --------------------------------- | ------------ | -------- | --------------- |
| 'Valledupar F. C.' | 4 : 3     | Junior             | Cancha Barrio Panamá              | 18 de agosto | 9:00     | Sin transmisión |
| Academia Crespo    | 1 : 0     | Fusión Caribe      | Cancha La Nube                    | 18 de agosto | 10:00    | Sin transmisión |
| Real Cartagena     | 5 : 1     | Deportivo Galapa   | Finca Villa Yadira                | 18 de agosto | 10:00    | Sin transmisión |
| Atlético Zamba     | 0 : 4     | 'Costa Azul'       | Centro Recreacional Los Flamingos | 20 de agosto | 10:00    | Sin transmisión |
| Unión Magdalena    | 3 : 1     | Barranquilla F. C. | Sede Vacacional Los Trupillos     | 20 de agosto | 10:00    | Sin transmisión |

| Fecha 17         | Fecha 17  | Fecha 17             | Fecha 17                          | Fecha 17     | Fecha 17 | Fecha 17        |
| Local            | Resultado | Visitante            | Lugar                             | Fecha        | Hora     | Transmisión     |
| ---------------- | --------- | -------------------- | --------------------------------- | ------------ | -------- | --------------- |
| Junior           | 1 : 1     | Unión Magdalena      | Sede Deportiva Bomboná            | 26 de agosto | 11:30    | Sin transmisión |
| Fusión Caribe    | 0 : 2     | Real Cartagena       | Estadio Moderno Julio Torres      | 26 de agosto | 12:00    | Sin transmisión |
| Deportivo Galapa | 2 : 0     | Valledupar F. C.     | Polideportivo de Galapa           | 26 de agosto | 15:00    | Sin transmisión |
| 'Costa Azul'     | 1 : 0     | Academia Crespo      | Estadio Moderno Julio Torres      | 27 de agosto | 10:00    | Sin transmisión |
| Atlético Zamba   | 1 : 8     | 'Barranquilla F. C.' | Centro Recreacional Los Flamingos | 27 de agosto | 14:00    | Sin transmisión |

| Fecha 18           | Fecha 18  | Fecha 18         | Fecha 18                        | Fecha 18         | Fecha 18 | Fecha 18        |
| Local              | Resultado | Visitante        | Lugar                           | Fecha            | Hora     | Transmisión     |
| ------------------ | --------- | ---------------- | ------------------------------- | ---------------- | -------- | --------------- |
| 'Academia Crespo'  | 3 : 1     | Atlético Zamba   | Cancha La Nube                  | 10 de septiembre | 10:00    | Sin transmisión |
| Real Cartagena     | 0 : 1     | 'Costa Azul'     | Finca Villa Yadira              | 10 de septiembre | 10:00    | Sin transmisión |
| Valledupar F. C.   | 0 : 1     | ‘Fusión Caribe’  | Polideportivo MS Construcciones | 10 de septiembre | 10:00    | Sin transmisión |
| ‘Unión Magdalena’  | 3 : 0     | Deportivo Galapa | Sede Vacacional Los Trupillos   | 10 de septiembre | 10:00    | Sin transmisión |
| Barranquilla F. C. | 0 : 0     | Junior           | Estadio Romelio Martínez        | 10 de septiembre | 10:00    | Win Sports      |

### Grupo E
| Pos | Equipos             | PTS | PG | PE | PP | PJ | GF | GC | Dif. |
| --- | ------------------- | --- | -- | -- | -- | -- | -- | -- | ---- |
| 1.  | Alianza Petrolera   | 37  | 11 | 4  | 3  | 18 | 42 | 18 | 24   |
| 2.  | Cúcuta Deportivo    | 35  | 10 | 5  | 3  | 18 | 35 | 16 | 19   |
| 3.  | San Francisco F. C. | 34  | 10 | 4  | 4  | 18 | 38 | 20 | 18   |
| 4.  | Dársena F. C.       | 31  | 9  | 4  | 5  | 18 | 38 | 29 | 9    |
| 5.  | Cúcuta F. C.        | 25  | 7  | 4  | 7  | 18 | 25 | 24 | 1    |
| 6.  | Olímpicas Fútbol    | 25  | 7  | 4  | 7  | 18 | 24 | 26 | -2   |
| 7.  | Alianza Vallenata   | 23  | 6  | 5  | 7  | 18 | 25 | 34 | -9   |
| 8.  | River Magdalena     | 21  | 5  | 6  | 7  | 18 | 29 | 37 | -8   |
| 9.  | Atlético Chapinero  | 14  | 4  | 2  | 12 | 18 | 16 | 37 | -21  |
| 10. | Cartagena F. C.     | 4   | 0  | 4  | 14 | 18 | 22 | 53 | -31  |

| Fecha 1             | Fecha 1   | Fecha 1            | Fecha 1                      | Fecha 1     | Fecha 1 | Fecha 1         |
| Local               | Resultado | Visitante          | Lugar                        | Fecha       | Hora    | Transmisión     |
| ------------------- | --------- | ------------------ | ---------------------------- | ----------- | ------- | --------------- |
| Dársena F. C.       | 3 : 3     | Alianza Vallenata  | Cancha La Nube               | 18 de marzo | 11:00   | Sin transmisión |
| River Magdalena     | 3 : 1     | Atlético Chapinero | Estadio Moderno Julio Torres | 19 de marzo | 10:00   | Sin transmisión |
| Olímpicas Fútbol    | 2 : 1     | Cúcuta F. C.       | Polideportivo Chapinero      | 19 de marzo | 15:00   | Sin transmisión |
| Cúcuta Deportivo    | 8 : 1     | Cartagena F. C.    | Polideportivo Chapinero      | 20 de marzo | 11:00   | Sin transmisión |
| San Francisco F. C. | 1 : 0     | Alianza Petrolera  | Cancha Barrio Panamá         | 10 de junio | 16:00   | Sin transmisión |

| Fecha 2            | Fecha 2   | Fecha 2             | Fecha 2                           | Fecha 2     | Fecha 2 | Fecha 2         |
| Local              | Resultado | Visitante           | Lugar                             | Fecha       | Hora    | Transmisión     |
| ------------------ | --------- | ------------------- | --------------------------------- | ----------- | ------- | --------------- |
| Atlético Chapinero | 1 : 3     | Olímpicas Fútbol    | Polideportivo Chapinero           | 25 de marzo | 13:00   | Sin transmisión |
| Alianza Petrolera  | 7 : 1     | Dársena F. C.       | Estadio Daniel Villa Zapata       | 26 de marzo | 10:00   | Sin transmisión |
| Cartagena F. C.    | 0 : 3     | San Francisco F. C. | Centro Recreacional Los Flamingos | 26 de marzo | 14:00   | Sin transmisión |
| Alianza Vallenata  | 0 : 0     | River Magdalena     | Cancha Barrio Panamá              | 26 de marzo | 14:00   | Sin transmisión |
| Cúcuta F. C.       | 0 : 5     | Cúcuta Deportivo    | Estadio de Puerto Santander       | 26 de marzo | 15:00   | Sin transmisión |

| Fecha 3             | Fecha 3   | Fecha 3            | Fecha 3                           | Fecha 3     | Fecha 3 | Fecha 3         |
| Local               | Resultado | Visitante          | Lugar                             | Fecha       | Hora    | Transmisión     |
| ------------------- | --------- | ------------------ | --------------------------------- | ----------- | ------- | --------------- |
| Cúcuta Deportivo    | 2 : 0     | Atlético Chapinero | Estadio General Santander         | 14 de abril | 8:00    | Sin transmisión |
| Olímpicas Fútbol    | 1 : 1     | Alianza Vallenata  | Polideportivo Chapinero           | 15 de abril | 11:00   | Sin transmisión |
| River Magdalena     | 1 : 3     | Alianza Petrolera  | Estadio Moderno Julio Torres      | 16 de abril | 10:00   | Sin transmisión |
| Cartagena F. C.     | 1 : 2     | Cúcuta F. C.       | Centro Recreacional Los Flamingos | 16 de abril | 14:00   | Sin transmisión |
| San Francisco F. C. | 3 : 2     | Dársena F. C.      | Cancha Barrio Panamá              | 16 de abril | 14:00   | Sin transmisión |

| Fecha 4            | Fecha 4   | Fecha 4             | Fecha 4                     | Fecha 4     | Fecha 4 | Fecha 4         |
| Local              | Resultado | Visitante           | Lugar                       | Fecha       | Hora    | Transmisión     |
| ------------------ | --------- | ------------------- | --------------------------- | ----------- | ------- | --------------- |
| Atlético Chapinero | 2 : 1     | Cartagena F. C.     | Polideportivo Chapinero     | 21 de abril | 11:00   | Sin transmisión |
| Dársena F. C.      | 5 : 0     | River Magdalena     | Cancha La Nube              | 22 de abril | 11:00   | Sin transmisión |
| Alianza Petrolera  | 1 : 0     | Olímpicas Fútbol    | Estadio Daniel Villa Zapata | 23 de abril | 10:00   | Sin transmisión |
| Cúcuta F. C.       | 0 : 2     | San Francisco F. C. | Polideportivo Chapinero     | 23 de abril | 13:00   | Sin transmisión |
| Alianza Vallenata  | 1 : 1     | Cúcuta Deportivo    | Cancha Barrio Panamá        | 23 de abril | 16:00   | Sin transmisión |

| Fecha 5             | Fecha 5   | Fecha 5            | Fecha 5                           | Fecha 5     | Fecha 5 | Fecha 5         |
| Local               | Resultado | Visitante          | Lugar                             | Fecha       | Hora    | Transmisión     |
| ------------------- | --------- | ------------------ | --------------------------------- | ----------- | ------- | --------------- |
| Cartagena F. C.     | 1 : 2     | Alianza Vallenata  | Centro Recreacional Los Flamingos | 28 de abril | 10:00   | Sin transmisión |
| Cúcuta Deportivo    | 2 : 1     | Alianza Petrolera  | Estadio General Santander         | 29 de abril | 9:00    | Sin transmisión |
| Olímpicas Fútbol    | 0 : 1     | Dársena F. C.      | Polideportivo Chapinero           | 30 de abril | 11:00   | Sin transmisión |
| Cúcuta F. C.        | 2 : 0     | Atlético Chapinero | Estadio Grancolombiano            | 30 de abril | 15:15   | Sin transmisión |
| San Francisco F. C. | 1 : 0     | River Magdalena    | Cancha Barrio Panamá              | 1 de mayo   | 16:10   | Sin transmisión |

| Fecha 6            | Fecha 6   | Fecha 6             | Fecha 6                      | Fecha 6    | Fecha 6 | Fecha 6         |
| Local              | Resultado | Visitante           | Lugar                        | Fecha      | Hora    | Transmisión     |
| ------------------ | --------- | ------------------- | ---------------------------- | ---------- | ------- | --------------- |
| Atlético Chapinero | 2 : 1     | San Francisco F. C. | Polideportivo Chapinero      | 12 de mayo | 11:00   | Sin transmisión |
| Alianza Petrolera  | 4 : 2     | Cartagena F. C.     | Cancha Barrio La Esperanza   | 13 de mayo | 10:30   | Sin transmisión |
| Dársena F. C.      | 0 : 1     | Cúcuta Deportivo    | Cancha La Nube               | 13 de mayo | 11:00   | Sin transmisión |
| Alianza Vallenata  | 0 : 1     | Cúcuta F. C.        | Cancha Barrio Panamá         | 13 de mayo | 16:00   | Sin transmisión |
| River Magdalena    | 3 : 5     | Olímpicas Fútbol    | Estadio Moderno Julio Torres | 14 de mayo | 10:00   | Sin transmisión |

| Fecha 7             | Fecha 7   | Fecha 7           | Fecha 7                   | Fecha 7    | Fecha 7 | Fecha 7         |
| Local               | Resultado | Visitante         | Lugar                     | Fecha      | Hora    | Transmisión     |
| ------------------- | --------- | ----------------- | ------------------------- | ---------- | ------- | --------------- |
| San Francisco F. C. | 1 : 1     | Olímpicas Fútbol  | Cancha Barrio Panamá      | 18 de mayo | 10:00   | Sin transmisión |
| Atlético Chapinero  | 3 : 1     | Alianza Vallenata | Polideportivo Chapinero   | 19 de mayo | 11:00   | Sin transmisión |
| Cúcuta F. C.        | 2 : 2     | Alianza Petrolera | Estadio Grancolombiano    | 19 de mayo | 11:00   | Sin transmisión |
| Cúcuta Deportivo    | 4 : 0     | River Magdalena   | Estadio General Santander | 20 de mayo | 15:00   | Sin transmisión |
| Cartagena F. C.     | 0 : 2     | Dársena F. C.     | Cancha La Nube            | 23 de mayo | 14:00   | Sin transmisión |

| Fecha 8             | Fecha 8   | Fecha 8            | Fecha 8                      | Fecha 8    | Fecha 8 | Fecha 8         |
| Local               | Resultado | Visitante          | Lugar                        | Fecha      | Hora    | Transmisión     |
| ------------------- | --------- | ------------------ | ---------------------------- | ---------- | ------- | --------------- |
| Alianza Petrolera   | 6 : 0     | Atlético Chapinero | Estadio Daniel Villa Zapata  | 27 de mayo | 10:00   | Sin transmisión |
| Dársena F. C.       | 1 : 2     | Cúcuta F. C.       | Cancha La Nube               | 27 de mayo | 12:00   | Sin transmisión |
| San Francisco F. C. | 5 : 0     | Alianza Vallenata  | Cancha Barrio Panamá         | 28 de mayo | 14:00   | Sin transmisión |
| Olímpicas Fútbol    | 1 : 1     | Cúcuta Deportivo   | Polideportivo Chapinero      | 28 de mayo | 15:00   | Sin transmisión |
| River Magdalena     | 3 : 3     | Cartagena F. C.    | Estadio Moderno Julio Torres | 28 de mayo | 16:00   | Sin transmisión |

| Fecha 9            | Fecha 9   | Fecha 9             | Fecha 9                           | Fecha 9         | Fecha 9 | Fecha 9         |
| Local              | Resultado | Visitante           | Lugar                             | Fecha           | Hora    | Transmisión     |
| ------------------ | --------- | ------------------- | --------------------------------- | --------------- | ------- | --------------- |
| Alianza Vallenata  | 1 : 0     | Alianza Petrolera   | Cancha Barrio Panamá              | 3 de junio      | 14:00   | Sin transmisión |
| Cartagena F. C.    | 0 : 1     | Olímpicas Fútbol    | Centro Recreacional Los Flamingos | 9 de junio      | 10:00   | Sin transmisión |
| Cúcuta F. C.       | 1 : 1     | River Magdalena     | Estadio Grancolombiano            | 9 de junio      | 15:00   | Sin transmisión |
| Cúcuta Deportivo   | 2 : 2     | San Francisco F. C. | Estadio Grancolombiano            | 5 de agosto     | 15:00   | Sin transmisión |
| Atlético Chapinero | 2 : 4     | Dársena F. C.       | Polideportivo Chapinero           | 1 de septiembre | 11:00   | Sin transmisión |

| Fecha 10           | Fecha 10  | Fecha 10            | Fecha 10                          | Fecha 10     | Fecha 10 | Fecha 10        |
| Local              | Resultado | Visitante           | Lugar                             | Fecha        | Hora     | Transmisión     |
| ------------------ | --------- | ------------------- | --------------------------------- | ------------ | -------- | --------------- |
| Cartagena F. C.    | 2 : 2     | Cúcuta Deportivo    | Centro Recreacional Los Flamingos | 16 de agosto | 10:00    | Sin transmisión |
| Alianza Petrolera  | 3 : 1     | San Francisco F. C. | Estadio Daniel Villa Zapata       | 16 de agosto | 10:00    | Sin transmisión |
| Atlético Chapinero | 0 : 1     | River Magdalena     | Polideportivo Chapinero           | 16 de agosto | 11:00    | Sin transmisión |
| Cúcuta F. C.       | 1 : 0     | Olímpicas Fútbol    | Estadio Grancolombiano            | 16 de agosto | 16:00    | Sin transmisión |
| Alianza Vallenata  | 1 : 1     | Dársena F. C.       | Cancha Barrio Panamá              | 17 de junio  | 14:00    | Sin transmisión |

| Fecha 11            | Fecha 11  | Fecha 11           | Fecha 11                     | Fecha 11    | Fecha 11 | Fecha 11        |
| Local               | Resultado | Visitante          | Lugar                        | Fecha       | Hora     | Transmisión     |
| ------------------- | --------- | ------------------ | ---------------------------- | ----------- | -------- | --------------- |
| Cúcuta Deportivo    | 1 : 0     | Cúcuta F. C.       | Cancha UFPS                  | 23 de junio | 15:00    | Sin transmisión |
| San Francisco F. C. | 4 : 0     | Cartagena F. C.    | Cancha Barrio Panamá         | 24 de junio | 14:00    | Sin transmisión |
| Olímpicas Fútbol    | 1 : 0     | Atlético Chapinero | Estadio Grancolombiano       | 24 de junio | 16:00    | Sin transmisión |
| River Magdalena     | 4 : 1     | Alianza Vallenata  | Estadio Moderno Julio Torres | 25 de junio | 14:00    | Sin transmisión |
| Dársena F. C.       | 0 : 0     | Alianza Petrolera  | Cancha La Nube               | 5 de agosto | 10:00    | Sin transmisión |

| Fecha 12           | Fecha 12  | Fecha 12            | Fecha 12                    | Fecha 12    | Fecha 12 | Fecha 12        |
| Local              | Resultado | Visitante           | Lugar                       | Fecha       | Hora     | Transmisión     |
| ------------------ | --------- | ------------------- | --------------------------- | ----------- | -------- | --------------- |
| Alianza Vallenata  | 4 : 2     | Olímpicas Fútbol    | Cancha Barrio Panamá        | 30 de junio | 10:00    | Sin transmisión |
| Cúcuta F. C.       | 5 : 1     | Cartagena F. C.     | Estadio Grancolombiano      | 30 de junio | 15:00    | Sin transmisión |
| Atlético Chapinero | 0 : 2     | Cúcuta Deportivo    | Polideportivo Chapinero     | 1 de julio  | 13:00    | Sin transmisión |
| Dársena F. C.      | 2 : 2     | San Francisco F. C. | Cancha La Nube              | 3 de julio  | 10:00    | Sin transmisión |
| Alianza Petrolera  | 3 : 2     | River Magdalena     | Estadio Daniel Villa Zapata | 8 de julio  | 9:00     | Sin transmisión |

| Fecha 13            | Fecha 13  | Fecha 13           | Fecha 13                          | Fecha 13        | Fecha 13 | Fecha 13        |
| Local               | Resultado | Visitante          | Lugar                             | Fecha           | Hora     | Transmisión     |
| ------------------- | --------- | ------------------ | --------------------------------- | --------------- | -------- | --------------- |
| Olímpicas Fútbol    | 1 : 3     | Alianza Petrolera  | Polideportivo Chapinero           | 21 de julio     | 11:00    | Sin transmisión |
| Cúcuta Deportivo    | 1 : 0     | Alianza Vallenata  | Estadio Grancolombiano            | 22 de julio     | 15:00    | Sin transmisión |
| River Magdalena     | 2 : 1     | Dársena F. C.      | Estadio Moderno Julio Torres      | 23 de julio     | 16:00    | Sin transmisión |
| San Francisco F. C. | 2 : 1     | Cúcuta F. C.       | Cancha Barrio Panamá              | 5 de septiembre | 10:00    | Sin transmisión |
| Cartagena F. C.     | 1 : 2     | Atlético Chapinero | Centro Recreacional Los Flamingos | 5 de septiembre | 10:00    | Sin transmisión |

| Fecha 14           | Fecha 14  | Fecha 14            | Fecha 14                     | Fecha 14    | Fecha 14 | Fecha 14        |
| Local              | Resultado | Visitante           | Lugar                        | Fecha       | Hora     | Transmisión     |
| ------------------ | --------- | ------------------- | ---------------------------- | ----------- | -------- | --------------- |
| Dársena F. C.      | 5 : 1     | Olímpicas Fútbol    | Cancha La Nube               | 28 de julio | 10:00    | Sin transmisión |
| Atlético Chapinero | 1 : 1     | Cúcuta F. C.        | Polideportivo Chapinero      | 29 de julio | 13:00    | Sin transmisión |
| Alianza Vallenata  | 3 : 2     | Cartagena F. C.     | Cancha Barrio Panamá         | 29 de julio | 16:00    | Sin transmisión |
| Alianza Petrolera  | 2 : 0     | Cúcuta Deportivo    | Estadio Daniel Villa Zapata  | 30 de julio | 10:00    | Sin transmisión |
| River Magdalena    | 4 : 3     | San Francisco F. C. | Estadio Moderno Julio Torres | 30 de julio | 16:00    | Sin transmisión |

| Fecha 15            | Fecha 15  | Fecha 15           | Fecha 15                          | Fecha 15     | Fecha 15 | Fecha 15        |
| Local               | Resultado | Visitante          | Lugar                             | Fecha        | Hora     | Transmisión     |
| ------------------- | --------- | ------------------ | --------------------------------- | ------------ | -------- | --------------- |
| Cartagena F. C.     | 1 : 1     | Alianza Petrolera  | Centro Recreacional Los Flamingos | 8 de agosto  | 10:00    | Sin transmisión |
| San Francisco F. C. | 3 : 0     | Atlético Chapinero | Cancha Barrio Panamá              | 11 de agosto | 10:00    | Sin transmisión |
| Cúcuta F. C.        | 4 : 1     | Alianza Vallenata  | Estadio Grancolombiano            | 11 de agosto | 15:00    | Sin transmisión |
| Cúcuta Deportivo    | 0 : 2     | Dársena F. C.      | Sede Cúcuta Deportivo             | 12 de agosto | 9:00     | Sin transmisión |
| Olímpicas Fútbol    | 1 : 0     | River Magdalena    | Estadio Grancolombiano            | 12 de agosto | 15:00    | Sin transmisión |

| Fecha 16          | Fecha 16  | Fecha 16            | Fecha 16                     | Fecha 16        | Fecha 16 | Fecha 16        |
| Local             | Resultado | Visitante           | Lugar                        | Fecha           | Hora     | Transmisión     |
| ----------------- | --------- | ------------------- | ---------------------------- | --------------- | -------- | --------------- |
| Dársena F. C.     | 4 : 3     | Cartagena F. C.     | Cancha La Nube               | 18 de agosto    | 8:00     | Sin transmisión |
| Alianza Vallenata | 3 : 1     | Atlético Chapinero  | Cancha Barrio Panamá         | 18 de agosto    | 15:00    | Sin transmisión |
| Olímpicas Fútbol  | 2 : 2     | San Francisco F. C. | Estadio Grancolombiano       | 19 de agosto    | 16:00    | Sin transmisión |
| River Magdalena   | 2 : 2     | Cúcuta Deportivo    | Estadio Moderno Julio Torres | 20 de agosto    | 17:00    | Sin transmisión |
| Alianza Petrolera | 2 : 1     | Cúcuta F. C.        | Estadio Daniel Villa Zapata  | 3 de septiembre | 10:00    | Sin transmisión |

| Fecha 17           | Fecha 17  | Fecha 17            | Fecha 17                          | Fecha 17     | Fecha 17 | Fecha 17        |
| Local              | Resultado | Visitante           | Lugar                             | Fecha        | Hora     | Transmisión     |
| ------------------ | --------- | ------------------- | --------------------------------- | ------------ | -------- | --------------- |
| Atlético Chapinero | 0 : 0     | Alianza Petrolera   | Polideportivo Chapinero           | 26 de agosto | 13:00    | Sin transmisión |
| Alianza Vallenata  | 1 : 0     | San Francisco F. C. | Cancha Barrio Panamá              | 26 de agosto | 16:00    | Sin transmisión |
| Cúcuta Deportivo   | 1 : 0     | Olímpicas Fútbol    | Estadio General Santander         | 27 de agosto | 9:00     | Sin transmisión |
| Cartagena F. C.    | 3 : 3     | River Magdalena     | Centro Recreacional Los Flamingos | 27 de agosto | 16:00    | Sin transmisión |
| Cúcuta F. C.       | 1 : 2     | Dársena F. C.       | Estadio Grancolombiano            | 30 de agosto | 15:00    | Sin transmisión |

| Fecha 18            | Fecha 18  | Fecha 18           | Fecha 18                         | Fecha 18         | Fecha 18 | Fecha 18        |
| Local               | Resultado | Visitante          | Lugar                            | Fecha            | Hora     | Transmisión     |
| ------------------- | --------- | ------------------ | -------------------------------- | ---------------- | -------- | --------------- |
| Alianza Petrolera   | 4 : 2     | Alianza Vallenata  | Sede Deportiva Alianza Petrolera | 10 de septiembre | 10:00    | Sin transmisión |
| Dársena F. C.       | 2 : 1     | Atlético Chapinero | Centro Recreacional Takurica     | 10 de septiembre | 10:00    | Sin transmisión |
| Olímpicas Fútbol    | 2 : 0     | Cartagena F. C.    | Estadio Grancolombiano           | 10 de septiembre | 10:00    | Sin transmisión |
| San Francisco F. C. | 2 : 0     | Cúcuta Deportivo   | Cancha Barrio Panamá             | 10 de septiembre | 10:00    | Sin transmisión |
| River Magdalena     | 0 : 0     | Cúcuta F. C.       | Estadio Moderno Julio Torres     | 10 de septiembre | 10:00    | Sin transmisión |

### Grupo F
| Pos | Equipos              | PTS | PG | PE | PP | PJ | GF | GC | Dif. |
| --- | -------------------- | --- | -- | -- | -- | -- | -- | -- | ---- |
| 1.  | Deportes Tolima      | 36  | 10 | 6  | 2  | 18 | 54 | 14 | 40   |
| 2.  | Once Caldas          | 32  | 10 | 3  | 5  | 18 | 29 | 18 | 11   |
| 3.  | Atlético Huila       | 31  | 9  | 4  | 5  | 18 | 36 | 21 | 15   |
| 4.  | Martín García & RJB  | 31  | 8  | 7  | 3  | 18 | 33 | 25 | 8    |
| 5.  | Llaneros             | 26  | 7  | 5  | 6  | 18 | 32 | 27 | 5    |
| 6.  | PSD Panteras         | 26  | 8  | 3  | 7  | 18 | 24 | 20 | 4    |
| 7.  | Real Santander       | 23  | 6  | 5  | 7  | 18 | 26 | 22 | 4    |
| 9.  | Alberto Zamora F. C. | 20  | 5  | 5  | 8  | 18 | 17 | 21 | -4   |
| 8.  | Atlético Bucaramanga | 18  | 4  | 6  | 8  | 18 | 16 | 26 | -10  |
| 10. | Real Aguachica       | 4   | 1  | 1  | 16 | 18 | 12 | 85 | -73  |

| Fecha 1               | Fecha 1   | Fecha 1              | Fecha 1                      | Fecha 1     | Fecha 1 | Fecha 1         |
| Local                 | Resultado | Visitante            | Lugar                        | Fecha       | Hora    | Transmisión     |
| --------------------- | --------- | -------------------- | ---------------------------- | ----------- | ------- | --------------- |
| Deportes Tolima       | 5 : 0     | Alberto Zamora F. C. | Sede Deportiva San Gabriel   | 17 de marzo | 15:00   | Sin transmisión |
| ‘Real Santander’      | 2 : 0     | PSD Panteras         | Cancha Marte                 | 18 de marzo | 16:00   | Sin transmisión |
| Atlético Bucaramanga  | 0 : 1     | 'Atlético Huila'     | Sede Deportiva Barlovento    | 31 de marzo | 14:00   | Sin transmisión |
| ‘Once Caldas’         | 1 : 0     | Llaneros             | Cancha Luis Fernando Montoya | 31 de marzo | 14:00   | Sin transmisión |
| ‘Martín García & RJB’ | 9 : 3     | Real Aguachica       | Cancha Menegua               | 10 de junio | 12:00   | Sin transmisión |

| Fecha 2                | Fecha 2   | Fecha 2              | Fecha 2                         | Fecha 2     | Fecha 2 | Fecha 2         |
| Local                  | Resultado | Visitante            | Lugar                           | Fecha       | Hora    | Transmisión     |
| ---------------------- | --------- | -------------------- | ------------------------------- | ----------- | ------- | --------------- |
| Atlético Huila         | 0 : 0     | Deportes Tolima      | Estadio Guillermo Plazas Alcid  | 24 de marzo | 14:00   | Sin transmisión |
| 'Alberto Zamora F. C.' | 1 : 0     | Once Caldas          | Club Real Boyacá                | 25 de marzo | 10:00   | Sin transmisión |
| Llaneros               | 0 : 0     | Martín García & RJB  | Complejo Deportivo Recreo       | 26 de marzo | 12:00   | Sin transmisión |
| Real Aguachica         | 0 : 4     | ‘Real Santander’     | Estadio Francisco Ramos Pereira | 26 de marzo | 15:00   | Sin transmisión |
| ‘PSD Panteras’         | 1 : 0     | Atlético Bucaramanga | Cancha Marte                    | 26 de marzo | 16:00   | Sin transmisión |

| Fecha 3                | Fecha 3   | Fecha 3              | Fecha 3                      | Fecha 3     | Fecha 3 | Fecha 3         |
| Local                  | Resultado | Visitante            | Lugar                        | Fecha       | Hora    | Transmisión     |
| ---------------------- | --------- | -------------------- | ---------------------------- | ----------- | ------- | --------------- |
| ‘Once Caldas’          | 3 : 0     | Atlético Huila       | Cancha Luis Fernando Montoya | 14 de abril | 10:00   | Sin transmisión |
| ‘Deportes Tolima’      | 3 : 1     | PSD Panteras         | Sede Deportiva San Gabriel   | 14 de abril | 15:00   | Sin transmisión |
| ‘Martín García & RJB’  | 2 : 0     | Real Santander       | Cancha Menegua               | 15 de abril | 12:00   | Sin transmisión |
| ‘Atlético Bucaramanga’ | 4 : 1     | Real Aguachica       | Cancha Marte                 | 15 de abril | 14:00   | Sin transmisión |
| Llaneros               | 0 : 0     | Alberto Zamora F. C. | Complejo Deportivo Recreo    | 16 de abril | 12:00   | Sin transmisión |

| Fecha 4              | Fecha 4   | Fecha 4               | Fecha 4                         | Fecha 4     | Fecha 4 | Fecha 4         |
| Local                | Resultado | Visitante             | Lugar                           | Fecha       | Hora    | Transmisión     |
| -------------------- | --------- | --------------------- | ------------------------------- | ----------- | ------- | --------------- |
| Atlético Huila       | 2 : 2     | Llaneros              | Sede Deportiva Atlético Huila   | 21 de abril | 10:00   | Sin transmisión |
| Alberto Zamora F. C. | 1 : 2     | ‘Martín García & RJB’ | Parque Estadio Olaya Herrera    | 21 de abril | 11:00   | Sin transmisión |
| ‘Real Santander’     | 1 : 0     | Atlético Bucaramanga  | Cancha Marte                    | 22 de abril | 12:00   | Sin transmisión |
| ‘PSD Panteras’       | 2 : 0     | Once Caldas           | Cancha Marte                    | 22 de abril | 16:00   | Sin transmisión |
| Real Aguachica       | 1 : 6     | ‘Deportes Tolima’     | Estadio Francisco Ramos Pereira | 23 de abril | 15:00   | Sin transmisión |

| Fecha 5                | Fecha 5   | Fecha 5              | Fecha 5                      | Fecha 5     | Fecha 5 | Fecha 5         |
| Local                  | Resultado | Visitante            | Lugar                        | Fecha       | Hora    | Transmisión     |
| ---------------------- | --------- | -------------------- | ---------------------------- | ----------- | ------- | --------------- |
| ‘Once Caldas’          | 4 : 1     | Real Aguachica       | Cancha Luis Fernando Montoya | 28 de abril | 10:00   | Sin transmisión |
| 'Alberto Zamora F. C.' | 2 : 0     | Atlético Huila       | Parque Estadio Olaya Herrera | 28 de abril | 11:00   | Sin transmisión |
| 'Llaneros'             | 3 : 0     | PSD Panteras         | Cancha #2 Bello Horizonte    | 28 de abril | 12:00   | Sin transmisión |
| ‘Deportes Tolima’      | 1 : 0     | Real Santander       | Sede Deportiva San Gabriel   | 28 de abril | 15:00   | Sin transmisión |
| Martín García & RJB    | 1 : 1     | Atlético Bucaramanga | Cancha Menegua               | 29 de abril | 12:00   | Sin transmisión |

| Fecha 6              | Fecha 6   | Fecha 6              | Fecha 6                         | Fecha 6    | Fecha 6 | Fecha 6         |
| Local                | Resultado | Visitante            | Lugar                           | Fecha      | Hora    | Transmisión     |
| -------------------- | --------- | -------------------- | ------------------------------- | ---------- | ------- | --------------- |
| 'Atlético Huila'     | 6 : 0     | Martín García & RJB  | Sede Deportiva Atlético Huila   | 12 de mayo | 10:00   | Sin transmisión |
| ‘PSD Panteras’       | 2 : 0     | Alberto Zamora F. C. | Cancha Marte                    | 12 de mayo | 10:00   | Sin transmisión |
| Real Santander       | 1 : 2     | ‘Once Caldas’        | Cancha Marte                    | 14 de mayo | 10:00   | Sin transmisión |
| Atlético Bucaramanga | 0 : 0     | Deportes Tolima      | Cancha Marte                    | 14 de mayo | 14:00   | Sin transmisión |
| Real Aguachica       | 1 : 4     | 'Llaneros'           | Estadio Francisco Ramos Pereira | 14 de mayo | 15:00   | Sin transmisión |

| Fecha 7                | Fecha 7   | Fecha 7              | Fecha 7                        | Fecha 7    | Fecha 7 | Fecha 7         |
| Local                  | Resultado | Visitante            | Lugar                          | Fecha      | Hora    | Transmisión     |
| ---------------------- | --------- | -------------------- | ------------------------------ | ---------- | ------- | --------------- |
| 'Atlético Huila'       | 4 : 0     | PSD Panteras         | Estadio Guillermo Plazas Alcid | 19 de mayo | 10:00   | Sin transmisión |
| 'Alberto Zamora F. C.' | 5 : 0     | Real Aguachica       | Parque Estadio Olaya Herrera   | 19 de mayo | 12:00   | Sin transmisión |
| ‘Once Caldas’          | 2 : 1     | Atlético Bucaramanga | Estadio Palogrande             | 20 de mayo | 10:00   | Sin transmisión |
| Llaneros               | 2 : 2     | Real Santander       | Complejo Deportivo Recreo      | 21 de mayo | 12:00   | Sin transmisión |
| Martín García & RJB    | 0 : 0     | Deportes Tolima      | Cancha Menegua                 | 21 de mayo | 12:00   | Sin transmisión |

| Fecha 8                | Fecha 8   | Fecha 8              | Fecha 8                         | Fecha 8    | Fecha 8 | Fecha 8         |
| Local                  | Resultado | Visitante            | Lugar                           | Fecha      | Hora    | Transmisión     |
| ---------------------- | --------- | -------------------- | ------------------------------- | ---------- | ------- | --------------- |
| Real Santander         | 1 : 1     | Alberto Zamora F. C. | Cancha Marte                    | 26 de mayo | 10:00   | Sin transmisión |
| ‘Deportes Tolima’      | 2 : 0     | Once Caldas          | Sede Deportiva San Gabriel      | 26 de mayo | 15:00   | Sin transmisión |
| ‘Martín García & RJB’  | 2 : 1     | PSD Panteras         | Cancha Menegua                  | 27 de mayo | 12:00   | Sin transmisión |
| ‘Atlético Bucaramanga’ | 2 : 1     | Llaneros             | Cancha Marte                    | 27 de mayo | 14:00   | Sin transmisión |
| Real Aguachica         | 1 : 1     | Atlético Huila       | Estadio Francisco Ramos Pereira | 28 de mayo | 15:00   | Sin transmisión |

| Fecha 9              | Fecha 9   | Fecha 9              | Fecha 9                       | Fecha 9    | Fecha 9 | Fecha 9         |
| Local                | Resultado | Visitante            | Lugar                         | Fecha      | Hora    | Transmisión     |
| -------------------- | --------- | -------------------- | ----------------------------- | ---------- | ------- | --------------- |
| ‘PSD Panteras’       | 4 : 0     | Real Aguachica       | Cancha Marte                  | 2 de junio | 10:00   | Sin transmisión |
| 'Atlético Huila'     | 3 : 1     | Real Santander       | Sede Deportiva Atlético Huila | 2 de junio | 10:00   | Sin transmisión |
| Once Caldas          | 1 : 1     | Martín García & RJB  | Cancha Luis Fernando Montoya  | 2 de junio | 10:00   | Sin transmisión |
| Alberto Zamora F. C. | 0 : 0     | Atlético Bucaramanga | Parque Estadio Olaya Herrera  | 2 de junio | 12:00   | Sin transmisión |
| Llaneros             | 0 : 6     | ‘Deportes Tolima’    | Complejo Deportivo Recreo     | 2 de junio | 12:00   | Sin transmisión |

| Fecha 10             | Fecha 10  | Fecha 10              | Fecha 10                        | Fecha 10    | Fecha 10 | Fecha 10        |
| Local                | Resultado | Visitante             | Lugar                           | Fecha       | Hora     | Transmisión     |
| -------------------- | --------- | --------------------- | ------------------------------- | ----------- | -------- | --------------- |
| Llaneros             | 2 : 3     | ‘Once Caldas’         | Complejo Deportivo Recreo       | 16 de junio | 12:00    | Sin transmisión |
| 'Atlético Huila'     | 5 : 1     | Atlético Bucaramanga  | Sede Deportiva Atlético Huila   | 16 de junio | 12:00    | Sin transmisión |
| PSD Panteras         | 0 : 0     | Real Santander        | Cancha Marte                    | 17 de junio | 10:00    | Sin transmisión |
| Alberto Zamora F. C. | 2 : 2     | Deportes Tolima       | Club Real Boyacá                | 17 de junio | 13:00    | Sin transmisión |
| Real Aguachica       | 0 : 2     | ‘Martín García & RJB’ | Estadio Francisco Ramos Pereira | 18 de junio | 15:00    | Sin transmisión |

| Fecha 11             | Fecha 11  | Fecha 11             | Fecha 11                     | Fecha 11    | Fecha 11 | Fecha 11        |
| Local                | Resultado | Visitante            | Lugar                        | Fecha       | Hora     | Transmisión     |
| -------------------- | --------- | -------------------- | ---------------------------- | ----------- | -------- | --------------- |
| Deportes Tolima      | 1 : 1     | Atlético Huila       | Sede Deportiva San Gabriel   | 23 de junio | 15:00    | Sin transmisión |
| ‘Real Santander’     | 8 : 0     | Real Aguachica       | Cancha Marte                 | 24 de junio | 10:00    | Sin transmisión |
| Atlético Bucaramanga | 0 : 5     | ‘PSD Panteras’       | Cancha Marte                 | 24 de junio | 18:00    | Sin transmisión |
| Martín García & RJB  | 1 : 3     | 'Llaneros'           | Cancha Menegua               | 25 de junio | 12:00    | Sin transmisión |
| ‘Once Caldas’        | 1 : 0     | Alberto Zamora F. C. | Cancha Luis Fernando Montoya | 7 de julio  | 11:00    | Sin transmisión |

| Fecha 12             | Fecha 12  | Fecha 12               | Fecha 12                        | Fecha 12    | Fecha 12 | Fecha 12        |
| Local                | Resultado | Visitante              | Lugar                           | Fecha       | Hora     | Transmisión     |
| -------------------- | --------- | ---------------------- | ------------------------------- | ----------- | -------- | --------------- |
| Real Santander       | 2 : 2     | Martín García & RJB    | Cancha Marte                    | 30 de junio | 10:00    | Sin transmisión |
| ‘PSD Panteras’       | 2 : 1     | Deportes Tolima        | Cancha Marte                    | 30 de junio | 14:00    | Sin transmisión |
| Alberto Zamora F. C. | 2 : 3     | 'Llaneros'             | Club Real Boyacá                | 1 de julio  | 14:00    | Sin transmisión |
| Real Aguachica       | 1 : 2     | ‘Atlético Bucaramanga’ | Estadio Francisco Ramos Pereira | 2 de julio  | 15:00    | Sin transmisión |
| Atlético Huila       | 0 : 2     | ‘Once Caldas’          | Sede Deportiva Atlético Huila   | 14 de julio | 11:00    | Sin transmisión |

| Fecha 13              | Fecha 13  | Fecha 13             | Fecha 13                     | Fecha 13    | Fecha 13 | Fecha 13        |
| Local                 | Resultado | Visitante            | Lugar                        | Fecha       | Hora     | Transmisión     |
| --------------------- | --------- | -------------------- | ---------------------------- | ----------- | -------- | --------------- |
| ‘Once Caldas’         | 1 : 0     | PSD Panteras         | Cancha Luis Fernando Montoya | 21 de julio | 10:00    | Sin transmisión |
| ‘Deportes Tolima’     | 13 : 0    | Real Aguachica       | Sede Deportiva San Gabriel   | 21 de julio | 11:00    | Sin transmisión |
| Atlético Bucaramanga  | 1 : 1     | Real Santander       | Sede Deportiva Barlovento    | 22 de julio | 13:00    | Sin transmisión |
| ‘Martín García & RJB’ | 2 : 0     | Alberto Zamora F. C. | Cancha Menegua               | 4 de agosto | 12:00    | Sin transmisión |
| 'Llaneros'            | 1 : 0     | Atlético Huila       | Complejo Deportivo Recreo    | 5 de agosto | 12:00    | Sin transmisión |

| Fecha 14             | Fecha 14  | Fecha 14             | Fecha 14                        | Fecha 14    | Fecha 14 | Fecha 14        |
| Local                | Resultado | Visitante            | Lugar                           | Fecha       | Hora     | Transmisión     |
| -------------------- | --------- | -------------------- | ------------------------------- | ----------- | -------- | --------------- |
| Real Santander       | 0 : 4     | ‘Deportes Tolima’    | Cancha Marte                    | 28 de julio | 10:00    | Sin transmisión |
| 'Atlético Huila'     | 1 : 0     | Alberto Zamora F. C. | Sede Deportiva Atlético Huila   | 28 de julio | 11:00    | Sin transmisión |
| ‘PSD Panteras’       | 1 : 0     | Llaneros             | Cancha Marte                    | 28 de julio | 14:00    | Sin transmisión |
| Atlético Bucaramanga | 0 : 0     | Martín García & RJB  | Cancha Marte                    | 28 de julio | 16:00    | Sin transmisión |
| Real Aguachica       | 0 : 5     | ‘Once Caldas’        | Estadio Francisco Ramos Pereira | 30 de julio | 15:00    | Sin transmisión |

| Fecha 15               | Fecha 15  | Fecha 15               | Fecha 15                     | Fecha 15     | Fecha 15 | Fecha 15        |
| Local                  | Resultado | Visitante              | Lugar                        | Fecha        | Hora     | Transmisión     |
| ---------------------- | --------- | ---------------------- | ---------------------------- | ------------ | -------- | --------------- |
| Once Caldas            | 0 : 1     | ‘Real Santander’       | Cancha Luis Fernando Montoya | 11 de agosto | 10:00    | Sin transmisión |
| Deportes Tolima        | 1 : 2     | ‘Atlético Bucaramanga’ | Sede Deportiva San Gabriel   | 11 de agosto | 11:00    | Sin transmisión |
| ‘Martín García & RJB’  | 3 : 2     | Atlético Huila         | Cancha Menegua               | 11 de agosto | 12:00    | Sin transmisión |
| 'Alberto Zamora F. C.' | 1 : 0     | PSD Panteras           | Club Real Boyacá             | 12 de agosto | 15:00    | Sin transmisión |
| 'Llaneros'             | 4 : 0     | Real Aguachica         | Complejo Deportivo Recreo    | 13 de agosto | 12:00    | Sin transmisión |

| Fecha 16             | Fecha 16  | Fecha 16             | Fecha 16                        | Fecha 16        | Fecha 16 | Fecha 16        |
| Local                | Resultado | Visitante            | Lugar                           | Fecha           | Hora     | Transmisión     |
| -------------------- | --------- | -------------------- | ------------------------------- | --------------- | -------- | --------------- |
| ‘Deportes Tolima’    | 3 : 2     | Martín García & RJB  | Sede Deportiva San Gabriel      | 18 de agosto    | 11:00    | Sin transmisión |
| Atlético Bucaramanga | 0 : 1     | ‘Once Caldas’        | Cancha Marte                    | 20 de agosto    | 14:00    | Sin transmisión |
| ‘Real Aguachica’     | 2 : 1     | Alberto Zamora F. C. | Estadio Francisco Ramos Pereira | 20 de agosto    | 15:00    | Sin transmisión |
| ‘Real Santander’     | 2 : 1     | Llaneros             | Cancha Marte                    | 1 de septiembre | 10:00    | Sin transmisión |
| PSD Panteras         | 1 : 2     | 'Atlético Huila'     | Cancha Marte                    | 1 de septiembre | 14:00    | Sin transmisión |

| Fecha 17               | Fecha 17  | Fecha 17             | Fecha 17                      | Fecha 17     | Fecha 17 | Fecha 17        |
| Local                  | Resultado | Visitante            | Lugar                         | Fecha        | Hora     | Transmisión     |
| ---------------------- | --------- | -------------------- | ----------------------------- | ------------ | -------- | --------------- |
| 'Alberto Zamora F. C.' | 1 : 0     | Real Santander       | Club Real Boyacá              | 25 de agosto | 12:00    | Sin transmisión |
| 'Llaneros'             | 4 : 2     | Atlético Bucaramanga | Complejo Deportivo Recreo     | 25 de agosto | 12:00    | Sin transmisión |
| PSD Panteras           | 0 : 0     | Martín García & RJB  | Cancha Marte                  | 25 de agosto | 16:00    | Sin transmisión |
| 'Atlético Huila'       | 4 : 0     | Real Aguachica       | Sede Deportiva Atlético Huila | 26 de agosto | 11:00    | Sin transmisión |
| Once Caldas            | 1 : 1     | Deportes Tolima      | Estadio Palogrande            | 27 de agosto | 10:00    | Win Sports      |

| Fecha 18              | Fecha 18  | Fecha 18             | Fecha 18                        | Fecha 18         | Fecha 18 | Fecha 18        |
| Local                 | Resultado | Visitante            | Lugar                           | Fecha            | Hora     | Transmisión     |
| --------------------- | --------- | -------------------- | ------------------------------- | ---------------- | -------- | --------------- |
| Deportes Tolima       | 2 : 2     | Llaneros             | Sede Deportiva San Gabriel      | 8 de septiembre  | 11:00    | Sin transmisión |
| Real Aguachica        | 1 : 4     | ‘PSD Panteras’       | Estadio Francisco Ramos Pereira | 10 de septiembre | 10:00    | Sin transmisión |
| Real Santander        | 0 : 2     | 'Atlético Huila'     | Cancha Marte                    | 10 de septiembre | 10:00    | Sin transmisión |
| Atlético Bucaramanga  | 0 : 0     | Alberto Zamora F. C. | Sede Deportiva Barlovento       | 10 de septiembre | 10:00    | Sin transmisión |
| ‘Martín García & RJB’ | 3 : 2     | Once Caldas          | Cancha Menegua                  | 10 de septiembre | 10:00    | Sin transmisión |

## Fases finales
Las fases de eliminación directa o fases finales, corresponden a la Segunda fase, Tercera fase, Semifinales y Final, en las cuales se juegan partidos de ida y vuelta, a eliminación directa. A esta fase clasificarán dieciséis equipos provenientes de la Primera fase.

### Reclasificación primera fase
Los dieciséis (16) equipos que resulten clasificados de la I FASE, jugarán la II FASE, para lo cual se conformarán ocho (8) llaves de dos (2) equipos cada una, se enfrentarán en un ordenamiento de acuerdo a la tabla de reclasificación de la I FASE de modo que el mejor clasificado de la fase disputará la llave frente al clasificado con menor puntaje.
|  | Cierra la serie como local.     |
|  | Cierra la serie como visitante. |

| Pos | Equipos                | Pts | PJ | G  | E | P | GF | GC | DIF |
| --- | ---------------------- | --- | -- | -- | - | - | -- | -- | --- |
| 1.  | Cortuluá               | 42  | 18 | 13 | 3 | 2 | 28 | 12 | 16  |
| 2.  | Millonarios            | 40  | 18 | 12 | 4 | 2 | 43 | 20 | 23  |
| 3.  | Águilas Doradas        | 40  | 18 | 12 | 4 | 2 | 38 | 24 | 14  |
| 4.  | Independiente Medellín | 38  | 18 | 12 | 2 | 4 | 43 | 20 | 23  |
| 5.  | Barranquilla F. C.     | 37  | 18 | 11 | 4 | 3 | 46 | 16 | 30  |
| 6.  | Alianza Petrolera      | 37  | 18 | 11 | 4 | 3 | 42 | 18 | 24  |
| 7.  | Deportes Tolima        | 36  | 18 | 10 | 6 | 2 | 54 | 14 | 40  |
| 8.  | Atlético Nacional      | 36  | 18 | 12 | 0 | 6 | 51 | 22 | 29  |
| 9.  | Cúcuta Deportivo       | 35  | 18 | 10 | 5 | 3 | 35 | 16 | 19  |
| 10. | Junior                 | 35  | 18 | 10 | 5 | 5 | 32 | 21 | 11  |
| 11. | San Francisco F. C.    | 34  | 18 | 10 | 4 | 4 | 38 | 20 | 18  |
| 12. | Real Cartagena         | 33  | 18 | 9  | 6 | 3 | 39 | 21 | 18  |
| 13. | Once Caldas            | 33  | 18 | 10 | 3 | 5 | 29 | 18 | 11  |
| 14. | América de Cali        | 32  | 18 | 8  | 8 | 2 | 26 | 10 | 16  |
| 15. | Fortaleza CEIF         | 32  | 18 | 9  | 5 | 4 | 37 | 25 | 12  |
| 16. | Atlético Huila         | 31  | 18 | 9  | 4 | 5 | 36 | 21 | 15  |

- Nota: Solo se muestran los equipos ubicados en zona de clasificación razón por la cual varios equipos no figuran en la tabla pese a tener más puntos que algunos equipos clasificados.

### Cuadro de desarrollo
|  | Octavos de final                 | Octavos de final                 | Octavos de final                 |                        |   | Cuartos de final    | Cuartos de final    | Cuartos de final    |  |  | Semifinales          | Semifinales          | Semifinales          |  |  | Final                 | Final                 | Final                 |
|  | 29 de septiembre al 8 de octubre | 29 de septiembre al 8 de octubre | 29 de septiembre al 8 de octubre |                        |   | 14 al 24 de octubre | 14 al 24 de octubre | 14 al 24 de octubre |  |  | 5 al 13 de noviembre | 5 al 13 de noviembre | 5 al 13 de noviembre |  |  | 17 al 24 de noviembre | 17 al 24 de noviembre | 17 al 24 de noviembre |
|  |                                  |                                  |                                  |                        |   |                     |                     |                     |  |  |                      |                      |                      |  |  |                       |                       |                       |
|  |                                  |                                  |                                  |                        |   |                     |                     |                     |  |  |                      |                      |                      |  |  |                       |                       |                       |
|  |                                  |                                  |                                  |                        |   |                     |                     |                     |  |  |                      |                      |                      |  |  |                       |                       |                       |
|  | Cortuluá                         | 1                                | 2                                |                        |   |                     |                     |                     |  |  |                      |                      |                      |  |  |                       |                       |                       |
|  | Cortuluá                         | 1                                | 2                                |                        |   |                     |                     |                     |  |  |                      |                      |                      |  |  |                       |                       |                       |
|  | Atlético Huila                   | 1                                | 1                                |                        |   |                     |                     |                     |  |  |                      |                      |                      |  |  |                       |                       |                       |
|  | Atlético Huila                   | 1                                | 1                                | Cortuluá               | 2 | 2                   |                     |                     |  |  |                      |                      |                      |  |  |                       |                       |                       |
|  |                                  |                                  |                                  |                        | 2 | 2                   |                     |                     |  |  |                      |                      |                      |  |  |                       |                       |                       |
|  |                                  | Atlético Nacional                | 3                                | 0                      |   |                     |                     |                     |  |  |                      |                      |                      |  |  |                       |                       |                       |
|  | Atlético Nacional                | Atlético Nacional                | 3                                | 0                      | 0 | 5                   |                     |                     |  |  |                      |                      |                      |  |  |                       |                       |                       |
|  | Atlético Nacional                |                                  |                                  |                        | 0 | 5                   |                     |                     |  |  |                      |                      |                      |  |  |                       |                       |                       |
|  | Cúcuta Deportivo                 | 0                                | 0                                |                        |   |                     |                     |                     |  |  |                      |                      |                      |  |  |                       |                       |                       |
|  | Cúcuta Deportivo                 | 0                                | 0                                | Cortuluá               | 1 | 4                   |                     |                     |  |  |                      |                      |                      |  |  |                       |                       |                       |
|  |                                  |                                  |                                  |                        | 1 | 4                   |                     |                     |  |  |                      |                      |                      |  |  |                       |                       |                       |
|  |                                  | Independiente Medellín           | 1                                | 2                      |   |                     |                     |                     |  |  |                      |                      |                      |  |  |                       |                       |                       |
|  | Independiente Medellín           | Independiente Medellín           | 1                                | 2                      | 2 | 1                   |                     |                     |  |  |                      |                      |                      |  |  |                       |                       |                       |
|  | Independiente Medellín           |                                  |                                  |                        | 2 | 1                   |                     |                     |  |  |                      |                      |                      |  |  |                       |                       |                       |
|  | Once Caldas                      | 1                                | 0                                |                        |   |                     |                     |                     |  |  |                      |                      |                      |  |  |                       |                       |                       |
|  | Once Caldas                      | 1                                | 0                                | Independiente Medellín | 3 | 3                   |                     |                     |  |  |                      |                      |                      |  |  |                       |                       |                       |
|  |                                  |                                  |                                  |                        | 3 | 3                   |                     |                     |  |  |                      |                      |                      |  |  |                       |                       |                       |
|  |                                  | Barranquilla F. C.               | 3                                | 0                      |   |                     |                     |                     |  |  |                      |                      |                      |  |  |                       |                       |                       |
|  | Barranquilla F. C.               | Barranquilla F. C.               | 3                                | 0                      | 3 | 4                   |                     |                     |  |  |                      |                      |                      |  |  |                       |                       |                       |
|  | Barranquilla F. C.               |                                  |                                  |                        | 3 | 4                   |                     |                     |  |  |                      |                      |                      |  |  |                       |                       |                       |
|  | Real Cartagena                   | 0                                | 1                                |                        |   |                     |                     |                     |  |  |                      |                      |                      |  |  |                       |                       |                       |
|  | Real Cartagena                   | 0                                | 1                                | Cortuluá               | 1 | 0                   |                     |                     |  |  |                      |                      |                      |  |  |                       |                       |                       |
|  |                                  |                                  |                                  |                        | 1 | 0                   |                     |                     |  |  |                      |                      |                      |  |  |                       |                       |                       |
|  |                                  | Águilas Doradas                  | 1                                | 2                      |   |                     |                     |                     |  |  |                      |                      |                      |  |  |                       |                       |                       |
|  | Millonarios                      | Águilas Doradas                  | 1                                | 2                      | 1 | 4                   |                     |                     |  |  |                      |                      |                      |  |  |                       |                       |                       |
|  | Millonarios                      |                                  |                                  |                        | 1 | 4                   |                     |                     |  |  |                      |                      |                      |  |  |                       |                       |                       |
|  | Fortaleza CEIF                   | 1                                | 2                                |                        |   |                     |                     |                     |  |  |                      |                      |                      |  |  |                       |                       |                       |
|  | Fortaleza CEIF                   | 1                                | 2                                | Millonarios            | 0 | 1 (p)               |                     |                     |  |  |                      |                      |                      |  |  |                       |                       |                       |
|  |                                  |                                  |                                  |                        | 0 | 1 (p)               |                     |                     |  |  |                      |                      |                      |  |  |                       |                       |                       |
|  |                                  | Deportes Tolima                  | 1                                | 0                      |   |                     |                     |                     |  |  |                      |                      |                      |  |  |                       |                       |                       |
|  | Deportes Tolima                  | Deportes Tolima                  | 1                                | 0                      | 0 | 2                   |                     |                     |  |  |                      |                      |                      |  |  |                       |                       |                       |
|  | Deportes Tolima                  |                                  |                                  |                        | 0 | 2                   |                     |                     |  |  |                      |                      |                      |  |  |                       |                       |                       |
|  | Junior                           | 0                                | 0                                |                        |   |                     |                     |                     |  |  |                      |                      |                      |  |  |                       |                       |                       |
|  | Junior                           | 0                                | 0                                | Millonarios            | 1 | 0                   |                     |                     |  |  |                      |                      |                      |  |  |                       |                       |                       |
|  |                                  |                                  |                                  |                        | 1 | 0                   |                     |                     |  |  |                      |                      |                      |  |  |                       |                       |                       |
|  |                                  | Águilas Doradas                  | 0                                | 3                      |   |                     |                     |                     |  |  |                      |                      |                      |  |  |                       |                       |                       |
|  | Águilas Doradas                  | Águilas Doradas                  | 0                                | 3                      | 3 | 3                   |                     |                     |  |  |                      |                      |                      |  |  |                       |                       |                       |
|  | Águilas Doradas                  |                                  |                                  |                        | 3 | 3                   |                     |                     |  |  |                      |                      |                      |  |  |                       |                       |                       |
|  | América de Cali                  | 3                                | 2                                |                        |   |                     |                     |                     |  |  |                      |                      |                      |  |  |                       |                       |                       |
|  | América de Cali                  | 3                                | 2                                | Águilas Doradas        | 8 | 2                   |                     |                     |  |  |                      |                      |                      |  |  |                       |                       |                       |
|  |                                  |                                  |                                  |                        | 8 | 2                   |                     |                     |  |  |                      |                      |                      |  |  |                       |                       |                       |
|  |                                  | San Francisco F. C.              | 2                                | 0                      |   |                     |                     |                     |  |  |                      |                      |                      |  |  |                       |                       |                       |
|  | Alianza Petrolera                | San Francisco F. C.              | 2                                | 0                      | 1 | 0                   |                     |                     |  |  |                      |                      |                      |  |  |                       |                       |                       |
|  | Alianza Petrolera                |                                  |                                  |                        | 1 | 0                   |                     |                     |  |  |                      |                      |                      |  |  |                       |                       |                       |
|  | San Francisco F. C.              | 2                                | 0                                |                        |   |                     |                     |                     |  |  |                      |                      |                      |  |  |                       |                       |                       |

### Octavos de final
- Fuentes:[2][3][4]

| 29 de septiembre de 2023 | Cúcuta Deportivo | 0:0 | Atlético Nacional | Estadio General Santander, Cúcuta |  |
| 9:00                     |                  |     |                   |                                   |  |

| 8 de octubre de 2023   | Atlético Nacional | 5:0 | Cúcuta Deportivo | Sede Deportiva de Atlético Nacional, Guarne |  |
| 11:15, TV: Win Sports+ |                   |     |                  |                                             |  |

| 29 de septiembre de 2023 | Real Cartagena | 0:3 | Barranquilla F. C. | Finca Villa Yadira, Santa Rosa de Lima |  |
| 10:00                    |                |     |                    |                                        |  |

| 8 de octubre de 2023 | Barranquilla F. C. | 4:1 | Real Cartagena | Sede Bomboná, Malambo |  |
| 14:00                |                    |     |                |                       |  |

| 30 de septiembre de 2023 | Atlético Huila | 1:1 | Cortuluá | Estadio Guillermo Plazas Alcid, Neiva |  |
| 11:00                    |                |     |          |                                       |  |

| 8 de octubre de 2023 | Cortuluá | 2:1 | Atlético Huila | Estadio Doce de Octubre, Tuluá |  |
| 14:00                |          |     |                |                                |  |

| 30 de septiembre de 2023 | Junior | 0:0 | Deportes Tolima | Sede Bomboná, Malambo |  |
| 11:00                    |        |     |                 |                       |  |

| 7 de octubre de 2023 | Deportes Tolima | 2:0 | Junior | Sede Deportiva Deportes Tolima, Ibagué |  |
| 11:00                |                 |     |        |                                        |  |

| 30 de septiembre de 2023 | América de Cali | 3:3 | Águilas Doradas | Sede Deportiva Cascajal, Cali |  |
| 14:00                    |                 |     |                 |                               |  |

| 8 de octubre de 2023 | Águilas Doradas | 3:2 | América de Cali | Estadio Alberto Grisales, Rionegro |  |
| 18:00                |                 |     |                 |                                    |  |

| 1 de octubre de 2023 | Once Caldas | 1:2 | Independiente Medellín | Cancha Luis Fernando Montoya, Manizales |  |
| 10:00                |             |     |                        |                                         |  |

| 8 de octubre de 2023 | Independiente Medellín | 1:0 | Once Caldas | Sede Deportiva Raúl Giraldo, Rionegro |  |
| 11:00                |                        |     |             |                                       |  |

| 1 de octubre de 2023 | San Francisco F. C. | 2:1 | Alianza Petrolera | Cancha Galo Celedón (Barrio Panamá), Valledupar |  |
| 16:10                |                     |     |                   |                                                 |  |

| 7 de octubre de 2023 | Alianza Petrolera | 0:0 | San Francisco F. C. | Estadio Daniel Villa Zapata, Barrancabermeja |  |
| 10:00                |                   |     |                     |                                              |  |

| 2 de octubre de 2023   | Fortaleza CEIF | 1:1 | Millonarios | Sede Deportiva FCF, Bogotá |  |
| 15:45, TV: Win Sports+ |                |     |             |                            |  |

| 8 de octubre de 2023 | Millonarios | 4:2 | Fortaleza CEIF | Sede Deportiva Xcoli, Bogotá |  |
| 12:00                |             |     |                |                              |  |

### Cuartos de final
- Fuentes:[5][6]

| 14 de octubre de 2023 | Deportes Tolima | 1:0 | Millonarios | Sede Deportiva San Gabriel, Ibagué |  |
| 11:00                 |                 |     |             |                                    |  |

| 22 de octubre de 2023 | Millonarios | 1:0 (4:2 p.) | Deportes Tolima | Sede Deportiva Xcoli, Bogotá |  |
| 15:00                 |             |              |                 |                              |  |

| 14 de octubre de 2023  | Barranquilla F. C. | 3:3 | Independiente Medellín | Estadio Romelio Martínez, Barranquilla |  |
| 11:15, TV: Win Sports+ |                    |     |                        |                                        |  |

| 22 de octubre de 2023 | Independiente Medellín | 3:0 | Barranquilla F. C. | Sede Deportiva Raúl Giraldo, Rionegro |  |
| 11:00                 |                        |     |                    |                                       |  |

| 14 de octubre de 2023 | San Francisco F. C. | 2:2 | Águilas Doradas | Cancha Galo Celedón (Barrio Panamá), Valledupar |  |
| 14:15                 |                     |     |                 |                                                 |  |

| 21 de octubre de 2023 | Águilas Doradas | 8:0 | San Francisco F. C. | Estadio Alberto Grisales, Rionegro |  |
| 18:00                 |                 |     |                     |                                    |  |

| 17 de octubre de 2023 | Atlético Nacional | 3:2 | Cortuluá | Sede Deportiva de Atlético Nacional, Guarne |  |
| 9:00                  |                   |     |          |                                             |  |

| 24 de octubre de 2023 | Cortuluá           | 2:0 | Atlético Nacional | Estadio Doce de Octubre, Tuluá |  |
| 14:00, TV: Win Sports | Viveros · Morcillo |     |                   |                                |  |

### Semifinal
| 5 de noviembre de 2023 | Millonarios             | 1:0 (0:0) | Águilas Doradas | Parque Estadio Olaya Herrera, Bogotá |  |
| 14:00, TV: Win Sports  | Néiser Villarreal 90+2' | Reporte   |                 |                                      |  |

| 11 de noviembre de 2023 | Águilas Doradas                                                      | 3:0 (2:0) | Millonarios | Estadio Alberto Grisales, Rionegro |  |
| 14:00, TV: Win Sports   | Royner Benítez 21' · Nicolás Lara 33' (pen.) · Santiago Varela 90+1' | Reporte   |             |                                    |  |

| 9 de noviembre de 2023              | Independiente Medellín | 1:1 (0:0) | Cortuluá            | Estadio Atanasio Girardot, Medellín |  |
| 19:30, TV: Win Sports+ y Win Sports | Jhon Montaño 54'       | Reporte   | Yefry Rodríguez 13' |                                     |  |

| 13 de noviembre de 2023 | Cortuluá                                                                                | 4:2 (2:2) | Independiente Medellín | Estadio Doce de Octubre, Tuluá |  |
| 10:00, TV: Win Sports   | Mauricio González 40' · Jenner González 45+2' · Yeison Caicedo 51' · Danny Zúñiga 90+5' | Reporte   | Breiner Moya 26', 45'  |                                |  |

### Final
| 24 de noviembre de 2023 | Águilas Doradas         | 1:1 (0:1) | Cortuluá              | Estadio Alberto Grisales, Rionegro |  |
| 20:00, TV: Win Sports   | Nicolás Lara 66' (pen.) | Reporte   | Mauricio González 17' |                                    |  |

| 3 de diciembre de 2023 | Cortuluá | 0:2     | Águilas Doradas                              | Estadio Doce de Octubre, Tuluá |  |
| 11:00, TV: Win Sports  |          | Reporte | Royner Benítez 33' · Nicolás Lara 69' (pen.) |                                |  |

|                                     |
| Bandera de Colombia                 |
| Campeón Águilas Doradas 1.er título |

## Estadísticas

### Goleadores
Estos son los principales anotadores del torneo:
| Jugador         | Equipo             | Goles |
| --------------- | ------------------ | ----- |
| Royner Benítez  | Águilas Doradas    | 18    |
| Carlos Durán    | Junior             | 15    |
| Ándrés Carreño  | Unión Magdalena    | 14    |
| Luis Bovea      | Costa Azul         | 14    |
| Jairo Estupiñán | Bogotá F. C.       | 13    |
| Miller Bacca    | Barranquilla F. C. | 13    |

Fuente: Web oficial Supercopa Juvenil FCF

### Descenso
- En esta tabla se toman en cuenta los últimos 20 lugares para definir el descenso para 2024.

|  | Descenso al Torneo Sub-20 B 2024.                                  |
|  | Club profesional en zona de descenso, no desciende por Reglamento. |
|  | Club profesional no elegible para descenso                         |

| Pos | Grupo | Equipos               | PTS | PG | PE | PP | PJ | GF | GC | Dif. |
| --- | ----- | --------------------- | --- | -- | -- | -- | -- | -- | -- | ---- |
| 60. | F     | Real Aguachica        | 4   | 1  | 1  | 16 | 18 | 12 | 85 | -73  |
| 59. | E     | Cartagena F. C.       | 4   | 0  | 4  | 14 | 18 | 22 | 53 | -31  |
| 58. | B     | Sellos Colombianos    | 6   | 1  | 3  | 14 | 18 | 14 | 51 | -37  |
| 57. | A     | Atlético Real Boyacá  | 6   | 1  | 3  | 14 | 18 | 7  | 41 | -34  |
| 56. | D     | Atlético Zamba        | 10  | 2  | 4  | 12 | 18 | 22 | 45 | -23  |
| 55. | D     | Valledupar F. C.      | 11  | 2  | 5  | 11 | 18 | 21 | 35 | -14  |
| 54. | B     | Itagüí Leones         | 11  | 2  | 5  | 11 | 18 | 27 | 41 | -14  |
| 53. | E     | Atlético Chapinero    | 14  | 4  | 2  | 12 | 18 | 16 | 37 | -21  |
| 52. | C     | Deportes Quindío      | 16  | 4  | 4  | 10 | 18 | 10 | 24 | -14  |
| 51. | C     | Distrito F. C.        | 18  | 4  | 5  | 9  | 18 | 13 | 24 | -11  |
| 50. | F     | Atlético Bucaramanga  | 18  | 4  | 6  | 8  | 18 | 16 | 26 | -10  |
| 49. | C     | Deportivo Cali        | 18  | 4  | 6  | 8  | 18 | 12 | 16 | -4   |
| 48. | A     | Plata Vinotinto y Oro | 18  | 5  | 3  | 10 | 18 | 25 | 43 | -18  |
| 47. | C     | Atlético F. C.        | 19  | 4  | 7  | 7  | 18 | 13 | 27 | -14  |
| 46. | D     | Deportivo Galapa      | 20  | 6  | 2  | 10 | 18 | 24 | 44 | -20  |
| 45. | F     | Alberto Zamora        | 20  | 5  | 5  | 8  | 18 | 17 | 21 | -4   |
| 44. | C     | Deportivo Pereira     | 20  | 5  | 5  | 8  | 18 | 18 | 19 | -1   |
| 43. | E     | River Magdalena       | 21  | 5  | 6  | 7  | 18 | 29 | 37 | -8   |
| 42. | B     | Jaguares              | 21  | 5  | 6  | 7  | 18 | 20 | 27 | -7   |
| 41. | D     | Fusión Caribe         | 21  | 5  | 6  | 7  | 18 | 16 | 19 | -3   |
| 40. | A     | Maracaneiros          | 21  | 5  | 6  | 7  | 18 | 21 | 24 | -3   |